# Modifiche territoriali e amministrative dei comuni del Veneto
Questa pagina riassume tutte le modifiche territoriali ed amministrative dei comuni veneti dall'Unità d'Italia ad oggi.
| Cod. Belfiore | Comune                            | Prov.                      | Anno | Evento                                             | Comune                        | Prov.                      |
| ------------- | --------------------------------- | -------------------------- | ---- | -------------------------------------------------- | ----------------------------- | -------------------------- |
| A001          | Abano Bagni                       | PD                         | 1867 | Cambia denominazione in                            | Abano                         | PD                         |
| A001          | Abano                             | PD                         | 1924 | Cambia denominazione in                            | Abano Terme                   | PD                         |
| A095          | Aiba                              | GO (Friuli-Venezia Giulia) | 1923 | Cambia Provincia e Regione a                       |                               | UD                         |
| A095          | Aiba                              | UD                         | 1927 | Cambia Provincia e Regione a                       |                               | GO (Friuli-Venezia Giulia) |
| A099          | Aidussina                         | GO (Friuli-Venezia Giulia) | 1923 | Cambia Provincia e Regione a                       |                               | UD                         |
| A099          | Aidussina                         | UD                         | 1927 | Cambia Provincia e Regione a                       |                               | GO (Friuli-Venezia Giulia) |
| A103          | Aiello del Friuli                 | GO (Friuli-Venezia Giulia) | 1923 | Cambia Provincia a                                 |                               | UD                         |
| A103          | Aiello del Friuli                 | GO (Friuli-Venezia Giulia) | 1923 | Cambia Regione                                     |                               | UD                         |
| A103          | Aiello del Friuli                 | UD                         | 1947 | Cambia Regione                                     |                               | UD (Friuli-Venezia Giulia) |
| A121          | Alano                             | BL                         | 1867 | Cambia denominazione in                            | Alano di Piave                | BL                         |
| A136          | Albaredo                          | TV                         | 1867 | Cambia denominazione in                            | Sant'Andrea di Cavasagra      | TV                         |
| A136          | Sant'Andrea di Cavasagra          | TV                         | 1871 | Aggregato al Com. di                               | Vedelago                      | TV                         |
| A137          | Albaredo                          | VR                         | 1867 | Cambia denominazione in                            | Albaredo d'Adige              | VR                         |
| A231          | Altavilla                         | VI                         | 1867 | Cambia denominazione in                            | Altavilla Vicentina           | VI                         |
| A254          | Amaro                             | UD                         | 1947 | Cambia Regione                                     |                               | UD (Friuli-Venezia Giulia) |
| A266          | Ampezzo                           | BL                         | 1923 | Cambia denominazione in                            | Cortina d'Ampezzo             | BL                         |
| A266          | Cortina d'Ampezzo                 | TN (Trentino-Alto Adige)   | 1923 | Cambia Provincia e Regione a                       |                               | BL                         |
| A267          | Ampezzo                           | UD                         | 1947 | Cambia Regione                                     |                               | UD (Friuli-Venezia Giulia) |
| A283          | Andreis                           | UD                         | 1947 | Cambia Regione                                     |                               | UD (Friuli-Venezia Giulia) |
| A296          | Anguillara                        | PD                         | 1883 | Cambia denominazione in                            | Anguillara Veneta             | PD                         |
| A298          | Anicova Corada                    | GO (Friuli-Venezia Giulia) | 1923 | Cambia Provincia e Regione a                       |                               | UD                         |
| A298          | Anicova Corada                    | UD                         | 1927 | Cambia Provincia e Regione a                       |                               | GO (Friuli-Venezia Giulia) |
| A302          | Annone                            | VE                         | 1867 | Cambia denominazione in                            | Annone Veneto                 | VE                         |
| A346          | Aquileia                          | GO (Friuli-Venezia Giulia) | 1923 | Cambia Provincia e Regione a                       |                               | UD                         |
| A346          | Aquileia                          | UD                         | 1947 | Cambia Regione                                     |                               | UD (Friuli-Venezia Giulia) |
| A354          | Arba                              | UD                         | 1947 | Cambia Regione                                     |                               | UD (Friuli-Venezia Giulia) |
| A400          | Ariano                            | RO                         | 1867 | Cambia denominazione in                            | Ariano nel Polesine           | RO                         |
| A434          | Arqua                             | PD                         | 1868 | Cambia denominazione in                            | Arquà Petrarca                | PD                         |
| A435          | Arqua                             | RO                         | 1868 | Cambia denominazione in                            | Arquà Polesine                | RO                         |
| A447          | Arta                              |                            | 1947 | Cambia Regione                                     |                               | UD (Friuli-Venezia Giulia) |
| A448          | Artegna                           | UD                         | 1947 | Cambia Regione                                     |                               | UD (Friuli-Venezia Giulia) |
| A456          | Arzene                            | UD                         | 1928 | Aggregato al Com. di                               | Valvasone                     | UD                         |
| A456          | Arzene                            | UD                         | 1946 | Ristaccato dal Com. di                             | Valvasone                     | UD                         |
| A456          | Arzene                            | UD                         | 1947 | Cambia Regione                                     |                               | UD (Friuli-Venezia Giulia) |
| A467          | Asigliano                         | VI                         | 1908 | Staccato dal Com. di                               | Orgiano                       | VI                         |
| A467          | Asigliano                         | VI                         | 1928 | Cambia denominazione in                            | Asigliano Veneto              | VI                         |
| A491          | Attimis                           | UD                         | 1947 | Cambia Regione                                     |                               | UD (Friuli-Venezia Giulia) |
| A501          | Auronzo                           | BL                         | 1961 | Cambia denominazione in                            | Auronzo di Cadore             | BL                         |
| A505          | Auzza di Canale                   | GO (Friuli-Venezia Giulia) | 1923 | Cambia Provincia e Regione a                       |                               | UD                         |
| A505          | Auzza di Canale                   | UD                         | 1927 | Cambia Provincia e Regione a                       |                               | GO (Friuli-Venezia Giulia) |
| A513          | Avesa                             | VR                         | 1927 | Aggregato al Com. di                               | Verona                        | VR                         |
| A516          | Aviano                            | UD                         | 1947 | Cambia Regione                                     |                               | UD (Friuli-Venezia Giulia) |
| A530          | Azzano                            | UD                         | 1867 | Cambia denominazione in                            | Azzano Decimo                 | UD                         |
| A530          | Azzano Decimo                     | UD                         | 1947 | Cambia Regione                                     |                               | UD (Friuli-Venezia Giulia) |
| A539          | Badia                             | RO                         | 1867 | Cambia denominazione in                            | Badia Polesine                | RO                         |
| A553          | Bagnaria                          | UD                         | 1867 | Cambia denominazione in                            | Bagnaria Arsa                 | UD                         |
| A553          | Bagnaria Arsa                     | UD                         | 1947 | Cambia Regione                                     |                               | UD (Friuli-Venezia Giulia) |
| A568          | Bagnoli                           | PD                         | 1867 | Cambia denominazione in                            | Bagnoli di Sopra              | PD                         |
| A574          | Bagnolo                           | RO                         | 1867 | Cambia denominazione in                            | Bagnolo di Po                 | RO                         |
| A627          | Barbarano                         | VI                         | 1926 | Cambia denominazione in                            | Barbarano Vicentino           | VI                         |
| A640          | Barcis                            | UD                         | 1947 | Cambia Regione                                     |                               | UD (Friuli-Venezia Giulia) |
| A700          | Pasian Schiavonesco               | UD                         | 1923 | Cambia denominazione in                            | Basiliano                     | UD                         |
| A700          | Basiliano                         | UD                         | 1947 | Cambia Regione                                     |                               | UD (Friuli-Venezia Giulia) |
| A703          | Bassano                           | VI                         | 1928 | Cambia denominazione in                            | Bassano del Grappa            | VI                         |
| A714          | Battaglia                         | PD                         | 1925 | Cambia denominazione in                            | Battaglia Terme               | PD                         |
| A715          | Battaglia della Bainsizza         | GO (Friuli-Venezia Giulia) | 1923 | Cambia Provincia e Regione a                       |                               | UD                         |
| A715          | Battaglia della Bainsizza         | UD                         | 1927 | Cambia Provincia e Regione a                       |                               | GO (Friuli-Venezia Giulia) |
| A737          | Belfiore di Porcile               | VR                         | 1867 | Cambia denominazione in                            | Belfiore                      | VR                         |
| A754          | Bellombra                         | RO                         | 1923 | Staccato dal Com. di                               | Bottrighe                     | RO                         |
| A754          | Bellombra                         | RO                         | 1928 | Aggregato (in parte) al Com. di                    | Adria                         | RO                         |
| A754          | Bellombra                         | RO                         | 1928 | Aggregato (in parte) al Com. di                    | Papozze                       | RO                         |
| A758          | Belluno Veronese                  | VR                         | 1928 | Aggregato al Nuovo Com. di                         | Brentino Belluno              | VR                         |
| A797          | Bergogna                          | GO (Friuli-Venezia Giulia) | 1923 | Cambia Provincia e Regione a                       |                               | UD                         |
| A797          | Bergogna                          | UD                         | 1927 | Cambia Provincia e Regione a                       |                               | GO (Friuli-Venezia Giulia) |
| A810          | Bertiolo                          | UD                         | 1947 | Cambia Regione                                     |                               | UD (Friuli-Venezia Giulia) |
| A837          | Bevilacqua                        | VR                         | 1928 | Aggregato al Nuovo Com. di                         | Bevilacqua-Boschi             | VR                         |
| A837          | Bevilacqua                        | VR                         | 1947 | Ristaccato dal Com. di                             | Bevilacqua-Boschi             | VR                         |
| A855          | Bicinicco                         | UD                         | 1947 | Cambia Regione                                     |                               | UD (Friuli-Venezia Giulia) |
| A867          | Biglia                            | GO (Friuli-Venezia Giulia) | 1923 | Cambia Provincia e Regione a                       |                               | UD                         |
| A867          | Biglia                            | UD                         | 1927 | Cambia Provincia e Regione a                       |                               | GO (Friuli-Venezia Giulia) |
| A868          | Bigliana                          | GO (Friuli-Venezia Giulia) | 1923 | Cambia Provincia e Regione a                       |                               | UD                         |
| A868          | Bigliana                          | UD                         | 1927 | Cambia Provincia e Regione a                       |                               | GO (Friuli-Venezia Giulia) |
| A906          | Boara                             | PD                         | 1868 | Cambia denominazione in                            | Boara Pisani                  | PD                         |
| A907          | Boara                             | RO                         | 1868 | Cambia denominazione in                            | Boara Polesine                | RO                         |
| A907          | Boara Polesine                    | RO                         | 1927 | Aggregato al Com. di                               | Rovigo                        | RO                         |
| A954          | Bolzano                           | VI                         | 1867 | Cambia denominazione in                            | Bolzano Vicentino             | VI                         |
| A982          | Borca                             | BL                         | 1941 | Cambia denominazione in                            | Borca di Cadore               | BL                         |
| A983          | Bordano                           | UD                         | 1947 | Cambia Regione                                     |                               | UD (Friuli-Venezia Giulia) |
| B031          | Sant'Eufemia                      | PD                         | 1867 | Cambia denominazione in                            | Borgoricco                    | PD                         |
| B047          | Boriano                           | GO (Friuli-Venezia Giulia) | 1923 | Cambia Provincia e Regione a                       |                               | UD                         |
| B047          | Boriano                           | UD                         | 1927 | Cambia Provincia e Regione a                       |                               | GO (Friuli-Venezia Giulia) |
| B060          | Borsea                            | RO                         | 1927 | Aggregato al Com. di                               | Rovigo                        | RO                         |
| B061          | Borso                             | TV                         | 1920 | Cambia denominazione in                            | Borso del Grappa              | TV                         |
| B070          | Boschi Sant'Anna                  | VR                         | 1928 | Aggregato al Nuovo Com. di                         | Bevilacqua-Boschi             | VR                         |
| B070          | Boschi Sant'Anna                  | VR                         | 1947 | Ristaccato dal Com. di                             | Bevilacqua-Boschi             | VR                         |
| B095          | Bottrighe                         | RO                         | 1928 | Aggregato al Com. di                               | Adria                         | RO                         |
| B107          | Bovolone                          | VR                         | 1995 | Annessione di parte della frazione di Villafontana |                               | VR                         |
| B107          | Bovolone                          | VR                         | 2000 | Scorporo di parte della frazione di Villafontana   |                               | VR                         |
| B125          | Brazzano                          | GO (Friuli-Venezia Giulia) | 1923 | Cambia Provincia e Regione a                       |                               | UD                         |
| B125          | Brazzano                          | UD                         | 1927 | Cambia Provincia e Regione a                       |                               | GO (Friuli-Venezia Giulia) |
| B128          | Breda                             | TV                         | 1868 | Cambia denominazione in                            | Breda di Piave                | TV                         |
| B151          | Brentino                          | VR                         | 1928 | Aggregato al Nuovo Com. di                         | Brentino Belluno              | VR                         |
| B154          | Castelletto                       | VR                         | 1870 | Cambia denominazione in                            | Castelletto di Brenzone       | VR                         |
| B154          | Castelletto di Brenzone           | VR                         | 1924 | Cambia denominazione in                            | Brenzone                      | VR                         |
| B155          | Breonio                           | VR                         | 1928 | Aggregato (in parte) al Com. di                    | Fumane                        | VR                         |
| B155          | Breonio                           | VR                         | 1928 | Aggregato (in parte) al Com. di                    | Sant'Anna d'Alfaedo           | VR                         |
| B163          | Brestovizza in Valle              | GO (Friuli-Venezia Giulia) | 1923 | Cambia Provincia e Regione a                       |                               | UD                         |
| B163          | Brestovizza in Valle              | UD                         | 1927 | Cambia Provincia e Regione a                       |                               | GO (Friuli-Venezia Giulia) |
| B164          | Bretto                            | GO (Friuli-Venezia Giulia) | 1923 | Cambia Provincia e Regione a                       |                               | UD                         |
| B164          | Bretto                            | UD                         | 1927 | Cambia Provincia e Regione a                       |                               | GO (Friuli-Venezia Giulia) |
| B215          | Brugnera                          | UD                         | 1947 | Cambia Regione                                     |                               | UD (Friuli-Venezia Giulia) |
| B245          | Budagne                           | GO (Friuli-Venezia Giulia) | 1923 | Cambia Provincia e Regione a                       |                               | UD                         |
| B245          | Budagne                           | UD                         | 1927 | Cambia Provincia e Regione a                       |                               | GO (Friuli-Venezia Giulia) |
| B247          | Budoia                            | UD                         | 1947 | Cambia Regione                                     |                               | UD (Friuli-Venezia Giulia) |
| B259          | Buja                              | UD                         | 1947 | Cambia Regione                                     |                               | UD (Friuli-Venezia Giulia) |
| B273          | Burano                            | VE                         | 1923 | Aggregato al Com. di                               | Venezia                       | VE                         |
| B290          | Buso                              | RO                         | 1867 | Cambia denominazione in                            | Buso Sarzano                  | RO                         |
| B290          | Buso Sarzano                      | RO                         | 1927 | Aggregato al Com. di                               | Rovigo                        | RO                         |
| B309          | Buttrio                           | UD                         | 1947 | Cambia Regione                                     |                               | UD (Friuli-Venezia Giulia) |
| B342          | Ca' di David                      | VR                         | 1927 | Aggregato al Com. di                               | Verona                        | VR                         |
| B348          | Fasana di Polesine                | RO                         | 1882 | Cambia denominazione in                            | Ca' Emo                       | RO                         |
| B348          | Ca' Emo                           | RO                         | 1928 | Aggregato (in parte) al Com. di                    | Adria                         | RO                         |
| B348          | Ca' Emo                           | RO                         | 1928 | Aggregato (in parte) al Com. di                    | Villadose                     | RO                         |
| B349          | Caerano                           | TV                         | 1872 | Cambia denominazione in                            | Caerano di San Marco          | TV                         |
| B349          | Caerano di San Marco              | TV                         | 1928 | Aggregato al Com. di                               | Montebelluna                  | TV                         |
| B349          | Caerano di San Marco              | TV                         | 1946 | Ristaccato dal Com. di                             | Montebelluna                  | TV                         |
| B375          | Calalzo                           | BL                         | 1959 | Cambia denominazione in                            | Calalzo di Cadore             | BL                         |
| B401          | Cal di Canale                     | GO (Friuli-Venezia Giulia) | 1923 | Cambia Provincia e Regione a                       |                               | UD                         |
| B401          | Cal di Canale                     | UD                         | 1927 | Cambia Provincia e Regione a                       |                               | GO (Friuli-Venezia Giulia) |
| B483          | Camino di Codroipo                | UD                         | 1928 | Aggregato al Com. di                               | Codroipo                      | UD                         |
| B483          | Camino di Codroipo                | UD                         | 1947 | Cambia Regione                                     |                               | UD (Friuli-Venezia Giulia) |
| B485          | Camisano                          | VI                         | 1867 | Cambia denominazione in                            | Camisano Vicentino            | VI                         |
| B493          | Campagna                          | VE                         | 1867 | Cambia denominazione in                            | Campagna Lupia                | VE                         |
| B511          | Campiglia                         | VI                         | 1867 | Cambia denominazione in                            | Campiglia dei Berici          | VI                         |
| B531          | Campolongo                        | PD                         | 1867 | Cambia denominazione in                            | Campodoro                     | PD                         |
| B536          | Campoformido                      | UD                         | 1947 | Cambia Regione                                     |                               | UD (Friuli-Venezia Giulia) |
| B545          | Campolongo                        | GO (Friuli-Venezia Giulia) | 1923 | Cambia Provincia e Regione a                       |                               | UD                         |
| B545          | Campolongo                        | UD                         | 1923 | Cambia denominazione in                            | Campolongo al Torre           | UD                         |
| B545          | Campolongo al Torre               | UD                         | 1947 | Cambia Regione                                     |                               | UD (Friuli-Venezia Giulia) |
| B546          | Campolongo                        | VE                         | 1867 | Cambia denominazione in                            | Campolongo Maggiore           | VE                         |
| B547          | Campolongo                        | VI                         | 1867 | Cambia denominazione in                            | Campolongo sul Brenta         | VI                         |
| B560          | Camporosso                        | GO (Friuli-Venezia Giulia) | 1923 | Cambia Provincia e Regione a                       |                               | UD                         |
| B560          | Camporosso                        | UD                         | 1923 | Cambia denominazione in                            | Camporosso in Valcanale       | UD                         |
| B560          | Camporosso in Valcanale           | UD                         | 1928 | Aggregato al Com. di                               | Tarvisio                      | UD                         |
| B560          | Camporosso in Valcanale           | UD                         | 1947 | Cambia Regione Post Mortem                         |                               | UD (Friuli-Venezia Giulia) |
| B574          | Forno di Canale                   | BL                         | 1964 | Cambia denominazione in                            | Canale d'Agordo               | BL                         |
| B575          | Canale d'Isonzo                   | GO (Friuli-Venezia Giulia) | 1923 | Cambia Provincia e Regione a                       |                               | UD                         |
| B575          | Canale d'Isonzo                   | UD                         | 1927 | Cambia Provincia e Regione a                       |                               | GO (Friuli-Venezia Giulia) |
| B589          | Pontecasale                       | PD                         | 1878 | Cambia denominazione in                            | Candiana                      | PD                         |
| B598          | Caneva                            | UD                         | 1947 | Cambia Regione                                     |                               | UD (Friuli-Venezia Giulia) |
| B662          | Capo Di Ponte                     | BL                         | 1867 | Cambia denominazione in                            | Ponte nelle Alpi              | BL                         |
| B673          | Caporetto                         | GO (Friuli-Venezia Giulia) | 1923 | Cambia Provincia e Regione a                       |                               | UD                         |
| B673          | Caporetto                         | UD                         | 1927 | Cambia Provincia e Regione a                       |                               | GO (Friuli-Venezia Giulia) |
| B678          | Cappella                          | TV                         | 1867 | Cambia denominazione in                            | Cappella Maggiore             | TV                         |
| B709          | Caprino                           | VR                         | 1867 | Cambia denominazione in                            | Caprino Veronese              | VR                         |
| B712          | Capriva                           | GO (Friuli-Venezia Giulia) | 1923 | Cambia Provincia e Regione a                       |                               | UD                         |
| B712          | Capriva                           | UD                         | 1923 | Cambia denominazione in                            | Capriva di Cormons            | UD                         |
| B712          | Capriva di Cormons                | UD                         | 1927 | Cambia Provincia e Regione a                       |                               | GO (Friuli-Venezia Giulia) |
| B788          | Carlino                           | UD                         | 1928 | Aggregato al Com. di                               | San Giorgio di Nogaro         | UD                         |
| B788          | Carlino                           | UD                         | 1946 | Ristaccato dal Com. di                             | San Giorgio di Nogaro         | UD                         |
| B788          | Carlino                           | UD                         | 1947 | Cambia Regione                                     |                               | UD (Friuli-Venezia Giulia) |
| B793          | Camigna                           | GO (Friuli-Venezia Giulia) | 1923 | Cambia Provincia e Regione a                       |                               | UD                         |
| B793          | Camigna                           | UD                         | 1927 | Cambia Provincia e Regione a                       |                               | GO (Friuli-Venezia Giulia) |
| B795          | Carmignano                        | PD                         | 1867 | Cambia denominazione in                            | Carmignano di Brenta          | PD                         |
| B833          | Carrara San Giorgio               | PD                         | 1995 | Aggregato al Nuovo Com. di                         | Due Carrare                   | PD                         |
| B834          | Carrara Santo Stefano             | PD                         | 1995 | Aggregato al Nuovo Com. di                         | Due Carrare                   | PD                         |
| B877          | Casale                            | PD                         | 1867 | Cambia denominazione in                            | Casale di Scodosia            | PD                         |
| B879          | Casale                            | TV                         | 1868 | Cambia denominazione in                            | Casale sul Sile               | TV                         |
| B912          | Casal Ser Ugo                     | PD                         | 1941 | Cambia denominazione in                            | Casalserugo                   | PD                         |
| B930          | Ca' Santo Spirito della Bainsizza | GO (Friuli-Venezia Giulia) | 1923 | Cambia Provincia e Regione a                       |                               | UD                         |
| B930          | Ca' Santo Spirito della Bainsizza | UD                         | 1927 | Cambia Provincia e Regione a                       |                               | GO (Friuli-Venezia Giulia) |
| B940          | Cosarza                           | UD                         | 1867 | Cambia denominazione in                            | Casarsa della Delizia         | UD                         |
| B940          | Casarsa della Delizia             | UD                         | 1947 | Cambia Regione                                     |                               | UD (Friuli-Venezia Giulia) |
| B992          | Casotto                           | TN (Trentino-Alto Adige)   | 1929 | Cambia Provincia e Regione a                       |                               | VI                         |
| B992          | Casotto                           | VI                         | 1940 | Aggregato al Nuovo Com. di                         | Valdastico                    | VI                         |
| B992          | Casotto                           | VI                         | 1980 | Passa Post Mortem                                  | da Valdastico a Pedemonte     | VI                         |
| C073          | Castelcucco                       | TV                         | 1928 | Aggregato al Com. di                               | Asolo                         | TV                         |
| C073          | Castelcucco                       | TV                         | 1946 | Ristaccato dal Com. di                             | Asolo                         | TV                         |
| C084          | Castel del Monte Udinese          | UD                         | 1878 | Aggregato al Com. di                               | Prepotto                      | UD                         |
| C084          | Castel del Monte Udinese          | UD                         | 1947 | Cambia Regione Post Mortem                         |                               | UD (Friuli-Venezia Giulia) |
| C099          | Castel Dobra                      | GO (Friuli-Venezia Giulia) | 1923 | Cambia Provincia e Regione a                       |                               | UD                         |
| C099          | Castel Dobra                      | UD                         | 1927 | Cambia Provincia e Regione a                       |                               | GO (Friuli-Venezia Giulia) |
| C111          | Castelfranco                      | TV                         | 1867 | Cambia denominazione in                            | Castelfranco Veneto           | TV                         |
| C190          | Godego                            | TV                         | 1867 | Cambia denominazione in                            | Castello di Godego            | TV                         |
| C215          | Castelnovo                        | RO                         | 1867 | Cambia denominazione in                            | Castelnovo Bariano            | RO                         |
| C215          | Castelnovo Bariano                | RO                         | 1928 | Aggregato al Nuovo Com. di                         | Castelmassa                   | RO                         |
| C215          | Castelnovo Bariano                | RO                         | 1946 | Ristaccato dal Com. di                             | Castelmassa                   | RO                         |
| C217          | Castelnovo                        | UD                         | 1867 | Cambia denominazione in                            | Castelnovo del Friuli         | UD                         |
| C217          | Castelnovo del Friuli             | UD                         | 1947 | Cambia Regione                                     |                               | UD (Friuli-Venezia Giulia) |
| C225          | Castelnuovo                       | VR                         | 1867 | Cambia denominazione in                            | Castelnuovo di Verona         | VR                         |
| C225          | Castelnuovo di Verona             | VR                         | 1970 | Cambia denominazione in                            | Castelnuovo del Garda         | VR                         |
| C326          | Castione                          | VR                         | 1868 | Cambia denominazione in                            | Castione Veronese             | VR                         |
| C326          | Castione Veronese                 | VR                         | 1928 | Aggregato al Com. di                               | Costermano                    | VR                         |
| C327          | Castions di Strada                | UD                         | 1947 | Cambia Regione                                     |                               | UD (Friuli-Venezia Giulia) |
| C370          | Cavajon                           | VR                         | 1867 | Cambia denominazione in                            | Cavaion Veronese              | VR                         |
| C384          | Cavaso                            | TV                         | 1922 | Cambia denominazione in                            | Cavaso del Tomba              | TV                         |
| C385          | Cavasso                           | UD                         | 1867 | Cambia denominazione in                            | Cavasso Nuovo                 | UD                         |
| C385          | Cavasso Nuovo                     | UD                         | 1947 | Cambia Regione                                     |                               | UD (Friuli-Venezia Giulia) |
| C388          | Cavazuccherina                    | VE                         | 1930 | Cambia denominazione in                            | Jesolo                        | VE                         |
| C389          | Cavazzo                           | UD                         | 1867 | Cambia denominazione in                            | Cavazzo Carnico               | UD                         |
| C389          | Cavazzo Carnico                   | UD                         | 1947 | Cambia Regione                                     |                               | UD (Friuli-Venezia Giulia) |
| C412          | Cazzano                           | VR                         | 1867 | Cambia denominazione in                            | Cazzano di Tramigna           | VR                         |
| C416          | Ceconico                          | GO (Friuli-Venezia Giulia) | 1923 | Cambia Provincia e Regione a                       |                               | UD                         |
| C416          | Ceconico                          | UD                         | 1927 | Cambia Provincia e Regione a                       |                               | GO (Friuli-Venezia Giulia) |
| C458          | Cencenighe                        | BL                         | 1964 | Cambia denominazione in                            | Cencenighe Agordino           | BL                         |
| C460          | Ceneda                            | TV                         | 1866 | Aggregato al Nuovo Com. di                         | Vittorio Veneto               | TV                         |
| C494          | Cercivento                        | UD                         | 1947 | Cambia Regione                                     |                               | UD (Friuli-Venezia Giulia) |
| C519          | Cernizza Goriziana                | GO (Friuli-Venezia Giulia) | 1923 | Cambia Provincia e Regione a                       |                               | UD                         |
| C519          | Cernizza Goriziana                | UD                         | 1927 | Cambia Provincia e Regione a                       |                               | GO (Friuli-Venezia Giulia) |
| C538          | Cerro                             | VR                         | 1867 | Cambia denominazione in                            | Cerro Veronese                | VR                         |
| C538          | Cerro Veronese                    | VR                         | 1928 | Aggregato al Com. di                               | Grezzana                      | VR                         |
| C538          | Cerro Veronese                    | VR                         | 1947 | Ristaccato dal Com. di                             | Grezzana                      | VR                         |
| C556          | Cervignano                        | GO (Friuli-Venezia Giulia) | 1923 | Cambia Provincia e Regione a                       |                               | UD                         |
| C556          | Cervignano                        | UD                         | 1923 | Cambia denominazione in                            | Cervignano del Friuli         | UD                         |
| C556          | Cervignano del Friuli             | UD                         | 1947 | Cambia Regione                                     |                               | UD (Friuli-Venezia Giulia) |
| C562          | Cesana                            | BL                         | 1867 | Cambia denominazione in                            | Lentiai                       | BL                         |
| C570          | Cesclans                          | UD                         | 1871 | Aggregato al Com. di                               | Cavazzo Carnico               | UD                         |
| C570          | Cesclans                          | UD                         | 1947 | Cambia Regione Post Mortem                         |                               | UD (Friuli-Venezia Giulia) |
| C577          | Cesio                             | BL                         | 1867 | Cambia denominazione in                            | Cesiomaggiore                 | BL                         |
| C611          | Chiapovano                        | GO (Friuli-Venezia Giulia) | 1923 | Cambia Provincia e Regione a                       |                               | UD                         |
| C611          | Chiapovano                        | UD                         | 1927 | Cambia Provincia e Regione a                       |                               | GO (Friuli-Venezia Giulia) |
| C640          | Chions                            | UD                         | 1947 | Cambia Regione                                     |                               | UD (Friuli-Venezia Giulia) |
| C641          | Chiopris-Viscone                  | GO (Friuli-Venezia Giulia) | 1923 | Cambia Provincia e Regione a                       |                               | UD                         |
| C641          | Chiopris-Viscone                  | UD                         | 1947 | Cambia Regione                                     |                               | UD (Friuli-Venezia Giulia) |
| C647          | Chirignago                        | VE                         | 1926 | Aggregato al Com. di                               | Venezia                       | VE                         |
| C650          | Chiuppano                         | VI                         | 1911 | Staccato dal Com. di                               | Carrè                         | VI                         |
| C656          | Chiusa                            | UD                         | 1867 | Cambia denominazione in                            | Chiusaforte                   | UD                         |
| C656          | Chiusaforte                       | UD                         | 1947 | Cambia Regione                                     |                               | UD (Friuli-Venezia Giulia) |
| C670          | Crocetta Trevigliana              | TV                         | 1902 | Staccato dal Com. di                               | Cornuda                       | TV                         |
| C670          | Crocetta Trevigliana              | TV                         | 1928 | Cambia denominazione in                            | Crocetta del Montello         | TV                         |
| C672          | Cibiana                           | BL                         | 1968 | Cambia denominazione in                            | Cibiana di Cadore             | BL                         |
| C699          | Cimolais                          | UD                         | 1947 | Cambia Regione                                     |                               | UD (Friuli-Venezia Giulia) |
| C713          | Cinto                             | PD                         | 1867 | Cambia denominazione in                            | Cinto Euganeo                 | PD                         |
| C714          | Cinto                             | VE                         | 1867 | Cambia denominazione in                            | Cinto Caomaggiore             | VE                         |
| C720          | Circhina                          | GO (Friuli-Venezia Giulia) | 1923 | Cambia Provincia e Regione a                       |                               | UD                         |
| C720          | Circhina                          | UD                         | 1927 | Cambia Provincia e Regione a                       |                               | GO (Friuli-Venezia Giulia) |
| C731          | Ciseriis                          | UD                         | 1928 | Aggregato al Com. di                               | Tarcento                      | UD                         |
| C731          | Ciseriis                          | UD                         | 1947 | Cambia Regione Post Mortem                         |                               | UD (Friuli-Venezia Giulia) |
| C734          | Cismon                            | VI                         | 1927 | Cambia denominazione in                            | Cismon del Grappa             | VI                         |
| C735          | Cison                             | TV                         | 1867 | Cambia denominazione in                            | Cison di Valmarino            | TV                         |
| C758          | Cividale                          | UD                         | 1867 | Cambia denominazione in                            | Cividale del Friuli           | UD                         |
| C758          | Cividale del Friuli               | UD                         | 1947 | Cambia Regione                                     |                               | UD (Friuli-Venezia Giulia) |
| C790          | Claut                             | UD                         | 1947 | Cambia Regione                                     |                               | UD (Friuli-Venezia Giulia) |
| C791          | Clauzetto                         | UD                         | 1947 | Cambia Regione                                     |                               | UD (Friuli-Venezia Giulia) |
| C805          | Cobbia                            | GO (Friuli-Venezia Giulia) | 1923 | Cambia Provincia e Regione a                       |                               | UD                         |
| C805          | Cobbia                            | UD                         | 1927 | Cambia Provincia e Regione a                       |                               | GO (Friuli-Venezia Giulia) |
| C817          | Codroipo                          | UD                         | 1947 | Cambia Regione                                     |                               | UD (Friuli-Venezia Giulia) |
| C824          | Cogollo                           | VI                         | 1924 | Cambia denominazione in                            | Cogollo del Cengio            | VI                         |
| C842          | Collalto                          | UD                         | 1867 | Cambia denominazione in                            | Collalto della Soima          | UD                         |
| C842          | Collalto della Soima              | UD                         | 1878 | Cambia denominazione in                            | Segnacco                      | UD                         |
| C842          | Segnacco                          | UD                         | 1928 | Aggregato al Com. di                               | Tarcento                      | UD                         |
| C842          | Segnacco                          | UD                         | 1947 | Cambia Regione Post Mortem                         |                               | UD (Friuli-Venezia Giulia) |
| C848          | Colle                             | TV                         | 1867 | Cambia denominazione in                            | Colle Umberto                 | TV                         |
| C885          | Colloredo di Monte Albano         | UD                         | 1947 | Cambia Regione                                     |                               | UD (Friuli-Venezia Giulia) |
| C890          | Cologna                           | VR                         | 1867 | Cambia denominazione in                            | Cologna Veneta                | VR                         |
| C897          | Colognola                         | VR                         | 1867 | Cambia denominazione in                            | Colognola ai Colli            | VR                         |
| C918          | Comeglians                        | UD                         | 1947 | Cambia Regione                                     |                               | UD (Friuli-Venezia Giulia) |
| C919          | Comelico Inferiore                | BL                         | 1894 | Cambia denominazione in                            | Santo Stefano di Cadore       | BL                         |
| C921          | Comeno                            | GO (Friuli-Venezia Giulia) | 1923 | Cambia Provincia e Regione a                       |                               | UD                         |
| C921          | Comeno                            | UD                         | 1927 | Cambia Provincia e Regione a                       |                               | GO (Friuli-Venezia Giulia) |
| C942          | Concadirame                       | RO                         | 1927 | Aggregato al Com. di                               | Rovigo                        | RO                         |
| C943          | Concamarise                       | VR                         | 1929 | Aggregato al Com. di                               | Sanguinetto                   | VR                         |
| C943          | Concamarise                       | VR                         | 1947 | Ristaccato dal Com. di                             | Sanguinetto                   | VR                         |
| C950          | Concordia                         | VE                         | 1868 | Cambia denominazione in                            | Concordia Sagitaria           | VE                         |
| C950          | Concordia Sagitaria               | VE                         | 1965 | Cambia denominazione in                            | Concordia Sagittaria          | VE                         |
| C967          | Contarina                         | RO                         | 1928 | Aggregato al Nuovo Com. di                         | Porto Viro                    | RO                         |
| C967          | Contarina                         | RO                         | 1937 | Ristaccato dal Com. di                             | Porto Viro                    | RO                         |
| C967          | Contarina                         | RO                         | 1995 | Aggregato al Com. di                               | Porto Viro                    | RO                         |
| C991          | Cordenons                         | UD                         | 1947 | Cambia Regione                                     |                               | UD (Friuli-Venezia Giulia) |
| C992          | San Cascian del Meschio           | TV                         | 1867 | Cambia denominazione in                            | Cordignano                    | TV                         |
| C993          | Cordovado                         | UD                         | 1947 | Cambia Regione                                     |                               | UD (Friuli-Venezia Giulia) |
| D014          | Cormons                           | GO (Friuli-Venezia Giulia) | 1923 | Cambia Provincia e Regione a                       |                               | UD                         |
| D014          | Cormons                           | UD                         | 1927 | Cambia Provincia e Regione a                       |                               | GO (Friuli-Venezia Giulia) |
| D020          | Cornedo                           | VI                         | 1928 | Cambia denominazione in                            | Cornedo Vicentino             | VI                         |
| D027          | Corno di Rosazzo                  | UD                         | 1928 | Aggregato al Com. di                               | San Giovanni al Natisone      | UD                         |
| D027          | Corno di Rosazzo                  | UD                         | 1947 | Cambia Regione                                     |                               | UD (Friuli-Venezia Giulia) |
| D031          | Corona                            | GO (Friuli-Venezia Giulia) | 1923 | Cambia Provincia e Regione a                       |                               | UD                         |
| D031          | Corona                            | UD                         | 1927 | Cambia Provincia e Regione a                       |                               | GO (Friuli-Venezia Giulia) |
| D039          | Correzzo                          | VR                         | 1928 | Aggregato al Com. di                               | Gazzo Veronese                | VR                         |
| D084          | Cosbana                           | GO (Friuli-Venezia Giulia) | 1923 | Cambia Provincia e Regione a                       |                               | UD                         |
| D084          | Cosbana                           | UD                         | 1923 | Cambia denominazione in                            | Cosbana nel Collio            | UD                         |
| D084          | Cosbana nel Collio                | UD                         | 1927 | Cambia Provincia e Regione a                       |                               | GO (Friuli-Venezia Giulia) |
| D084          | Cosbana                           | GO (Friuli-Venezia Giulia) | 1923 | Cambia Regione                                     |                               | UD                         |
| D105          | Costa                             | RO                         | 1867 | Cambia denominazione in                            | Costa di Rovigo               | RO                         |
| D138          | Creda                             | GO (Friuli-Venezia Giulia) | 1923 | Cambia Provincia e Regione a                       |                               | UD                         |
| D138          | Creda                             | UD                         | 1927 | Cambia Provincia e Regione a                       |                               | GO (Friuli-Venezia Giulia) |
| D157          | Crespano                          | TV                         | 1867 | Cambia denominazione in                            | Crespano Veneto               | TV                         |
| D157          | Crespano Veneto                   | TV                         | 1920 | Cambia denominazione in                            | Crespano del Grappa           | TV                         |
| D176          | Crocetta                          | RO                         | 1928 | Aggregato (in parte) al Com. di                    | Badia Polesine                | RO                         |
| D176          | Crocetta                          | RO                         | 1928 | Aggregato (in parte) al Com. di                    | Trecenta                      | RO                         |
| D183          | Crosara                           | VI                         | 1938 | Aggregato al Com. di                               | Marostica                     | VI                         |
| D193          | Cucca                             | VR                         | 1902 | Cambia denominazione in                            | Veronella                     | VR                         |
| D247          | Danta                             | BL                         | 1867 | Cambia denominazione in                            | Danta di Cadore               | BL                         |
| D282          | Descla                            | GO (Friuli-Venezia Giulia) | 1923 | Cambia Provincia e Regione a                       |                               | UD                         |
| D282          | Descla                            | UD                         | 1927 | Cambia Provincia e Regione a                       |                               | GO (Friuli-Venezia Giulia) |
| D300          | Dignano                           | UD                         | 1947 | Cambia Regione                                     |                               | UD (Friuli-Venezia Giulia) |
| D316          | Dogna                             | UD                         | 1947 | Cambia Regione                                     |                               | UD (Friuli-Venezia Giulia) |
| D320          | Dole                              | GO (Friuli-Venezia Giulia) | 1923 | Cambia Provincia e Regione a                       |                               | UD                         |
| D320          | Dole                              | UD                         | 1927 | Cambia Provincia e Regione a                       |                               | GO (Friuli-Venezia Giulia) |
| D321          | Dolegna                           | GO (Friuli-Venezia Giulia) | 1923 | Cambia Provincia e Regione a                       |                               | UD                         |
| D321          | Dolegna                           | UD                         | 1923 | Cambia denominazione in                            | Dolegna del Collio            | UD                         |
| D321          | Dolegna del Collio                | UD                         | 1927 | Cambia Provincia e Regione a                       |                               | GO (Friuli-Venezia Giulia) |
| D322          | Dol Grande                        | GO (Friuli-Venezia Giulia) | 1923 | Cambia Provincia e Regione a                       |                               | UD                         |
| D322          | Dol Grande                        | UD                         | 1927 | Cambia Provincia e Regione a                       |                               | GO (Friuli-Venezia Giulia) |
| D326          | Dol Ottelza                       | GO (Friuli-Venezia Giulia) | 1923 | Cambia Provincia e Regione a                       |                               | UD                         |
| D326          | Dol Ottelza                       | UD                         | 1927 | Cambia Provincia e Regione a                       |                               | GO (Friuli-Venezia Giulia) |
| D330          | Domegge                           | BL                         | 1957 | Cambia denominazione in                            | Domegge di Cadore             | BL                         |
| D337          | Donada                            | RO                         | 1928 | Aggregato al Nuovo Com. di                         | Porto Viro                    | RO                         |
| D337          | Donada                            | RO                         | 1937 | Ristaccato dal Com. di                             | Porto Viro                    | RO                         |
| D337          | Donada                            | RO                         | 1995 | Aggregato al Com. di                               | Porto Viro                    | RO                         |
| D366          | Drenchia                          | UD                         | 1947 | Cambia Regione                                     |                               | UD (Friuli-Venezia Giulia) |
| D368          | Dresenza                          | GO (Friuli-Venezia Giulia) | 1923 | Cambia Provincia e Regione a                       |                               | UD                         |
| D368          | Dresenza                          | UD                         | 1927 | Cambia Provincia e Regione a                       |                               | GO (Friuli-Venezia Giulia) |
| D408          | Enemonzo                          | UD                         | 1947 | Cambia Regione                                     |                               | UD (Friuli-Venezia Giulia) |
| D415          | Grisolera                         | VE                         | 1951 | Cambia denominazione in                            | Eraclea                       | VE                         |
| D426          | Erto e Casso                      | UD                         | 1947 | Cambia Regione                                     |                               | UD (Friuli-Venezia Giulia) |
| D427          | Ersel in Monte                    | GO (Friuli-Venezia Giulia) | 1923 | Cambia Provincia e Regione a                       |                               | UD                         |
| D427          | Ersel in Monte                    | UD                         | 1927 | Cambia Provincia e Regione a                       |                               | GO (Friuli-Venezia Giulia) |
| D455          | Faedis                            | UD                         | 1947 | Cambia Regione                                     |                               | UD (Friuli-Venezia Giulia) |
| D461          | Fagagna                           | UD                         | 1947 | Cambia Regione                                     |                               | UD (Friuli-Venezia Giulia) |
| D487          | Fanna                             | UD                         | 1947 | Cambia Regione                                     |                               | UD (Friuli-Venezia Giulia) |
| D504          | Farra                             | GO (Friuli-Venezia Giulia) | 1923 | Cambia Provincia e Regione a                       |                               | UD                         |
| D504          | Farra                             | UD                         | 1923 | Cambia denominazione in                            | Farra d'Isonzo                | UD                         |
| D504          | Farra d'Isonzo                    | UD                         | 1927 | Cambia Provincia e Regione a                       |                               | GO (Friuli-Venezia Giulia) |
| D505          | Farra                             | TV                         | 1867 | Cambia denominazione in                            | Farra di Soligo               | TV                         |
| D515          | Favaro                            | VE                         | 1873 | Cambia denominazione in                            | Favaro Veneto                 | VE                         |
| D515          | Favaro Veneto                     | VE                         | 1926 | Aggregato al Com. di                               | Venezia                       | VE                         |
| D525          | Feletto                           | UD                         | 1867 | Cambia denominazione in                            | Feletto Umberto               | UD                         |
| D525          | Feletto Umberto                   | UD                         | 1928 | Aggregato al Com. di                               | Tavagnacco                    | UD                         |
| D525          | Feletto Umberto                   | UD                         | 1947 | Cambia Regione Post Mortem                         |                               | UD (Friuli-Venezia Giulia) |
| D577          | Fiesso                            | RO                         | 1867 | Cambia denominazione in                            | Fiesso Umbertiano             | RO                         |
| D578          | Fiesso                            | VE                         | 1867 | Cambia denominazione in                            | Fiesso d'Artico               | VE                         |
| D621          | Fiume                             | UD                         | 1911 | Cambia denominazione in                            | Fiume Veneto                  | UD                         |
| D621          | Fiume Veneto                      | UD                         | 1947 | Cambia Regione                                     |                               | UD (Friuli-Venezia Giulia) |
| D627          | Fiumicello                        | UD                         | 1923 | Aggregato (in parte) al Com. di                    | Aquileia                      | UD                         |
| D627          | Fiumicello                        | UD                         | 1923 | Aggregato (in parte) al Com. di                    | San Canzian d'Isonzo          | UD                         |
| D627          | Fiumicello                        | GO (Friuli-Venezia Giulia) | 1923 | Cambia Provincia e Regione a                       |                               | UD                         |
| D627          | Fiumicello                        | GO (Friuli-Venezia Giulia) | 1923 | Cambia Regione                                     |                               | UD                         |
| D627          | Fiumicello                        | UD                         | 1947 | Cambia Regione                                     |                               | UD (Friuli-Venezia Giulia) |
| D630          | Sant'Odorico                      | UD                         | 1927 | Cambia denominazione in                            | Flaibano                      | UD                         |
| D630          | Flaibano                          | UD                         | 1947 | Cambia Regione                                     |                               | UD (Friuli-Venezia Giulia) |
| D670          | Fontanafredda                     | UD                         | 1947 | Cambia Regione                                     |                               | UD (Friuli-Venezia Giulia) |
| D700          | Forgaria                          | UD                         | 1937 | Cambia denominazione in                            | Forgaria nel Friuli           | UD                         |
| D700          | Forgaria nel Friuli               | UD                         | 1947 | Cambia Regione                                     |                               | UD (Friuli-Venezia Giulia) |
| D717          | Forni                             | VI                         | 1924 | Cambia denominazione in                            | Tonezza                       | VI                         |
| D717          | Tonezza                           | VI                         | 1959 | Cambia denominazione in                            | Tonezza del Cimone            | VI                         |
| D718          | Forni Avoltri                     | UD                         | 1947 | Cambia Regione                                     |                               | UD (Friuli-Venezia Giulia) |
| D719          | Forni di Sopra                    | UD                         | 1947 | Cambia Regione                                     |                               | UD (Friuli-Venezia Giulia) |
| D720          | Forni di Sotto                    | UD                         | 1947 | Cambia Regione                                     |                               | UD (Friuli-Venezia Giulia) |
| D721          | Forni di Val d'Astico             | VI                         | 1926 | Staccato dal Com. di                               | Tonezza del Cimone            | VI                         |
| D721          | Forni di Val d'Astico             | VI                         | 1940 | Aggregato al Nuovo Com. di                         | Valdastico                    | VI                         |
| D740          | Fossalta                          | VE                         | 1867 | Cambia denominazione in                            | Fossalta di Piave             | VE                         |
| D741          | Fossalta                          | VE                         | 1867 | Cambia denominazione in                            | Fossalta di Portogruaro       | VE                         |
| D776          | Frassinelle                       | RO                         | 1867 | Cambia denominazione in                            | Frassinelle Polesine          | RO                         |
| D788          | Fratta                            | RO                         | 1867 | Cambia denominazione in                            | Fratta Polesine               | RO                         |
| D804          | Frisanco                          | UD                         | 1947 | Cambia Regione                                     |                               | UD (Friuli-Venezia Giulia) |
| D831          | Roccalba                          | GO (Friuli-Venezia Giulia) | 1923 | Cambia Provincia e Regione a                       |                               | UD                         |
| D831          | Roccalba                          | UD                         | 1923 | Cambia denominazione in                            | Fusine in Valromana           | UD                         |
| D831          | Fusine in Valromana               | UD                         | 1928 | Aggregato al Com. di                               | Tarvisio                      | UD                         |
| D831          | Fusine in Valromana               | UD                         | 1947 | Cambia Regione Post Mortem                         |                               | UD (Friuli-Venezia Giulia) |
| D837          | Gabria                            | GO (Friuli-Venezia Giulia) | 1923 | Cambia Provincia e Regione a                       |                               | UD                         |
| D837          | Gabria                            | UD                         | 1927 | Cambia Provincia e Regione a                       |                               | GO (Friuli-Venezia Giulia) |
| D838          | Gabrovizza                        | GO (Friuli-Venezia Giulia) | 1923 | Cambia Provincia e Regione a                       |                               | UD                         |
| D838          | Gabrovizza                        | UD                         | 1927 | Cambia Provincia e Regione a                       |                               | GO (Friuli-Venezia Giulia) |
| D879          | Galliera                          | PD                         | 1867 | Cambia denominazione in                            | Galliera Veneta               | PD                         |
| D889          | Galzignano                        | PD                         | 1979 | Cambia denominazione in                            | Galzignano Terme              | PD                         |
| D893          | Gambarare                         | VE                         | 1867 | Aggregato al Com. di                               | Mira                          | VE                         |
| D922          | Gargaro                           | GO (Friuli-Venezia Giulia) | 1923 | Cambia Provincia e Regione a                       |                               | UD                         |
| D922          | Gargaro                           | UD                         | 1927 | Cambia Provincia e Regione a                       |                               | GO (Friuli-Venezia Giulia) |
| D957          | Gazzo                             | VR                         | 1867 | Cambia denominazione in                            | Gazzo Veronese                | VR                         |
| D962          | Gemona                            | UD                         | 1935 | Cambia denominazione in                            | Gemona del Friuli             | UD                         |
| D962          | Gemona del Friuli                 | UD                         | 1947 | Cambia Regione                                     |                               | UD (Friuli-Venezia Giulia) |
| E021          | Giavera del Montello              | TV                         | 1960 | Staccato dal Com. di                               | Arcade                        | TV                         |
| E071          | Godega                            | TV                         | 1867 | Cambia denominazione in                            | Godega di Sant'Urbano         | TV                         |
| E073          | Godovici                          | GO (Friuli-Venezia Giulia) | 1923 | Cambia Provincia e Regione a                       |                               | UD                         |
| E073          | Godovici                          | UD                         | 1927 | Cambia Provincia e Regione a                       |                               | GO (Friuli-Venezia Giulia) |
| E042          | Goiaci                            | GO (Friuli-Venezia Giulia) | 1923 | Cambia Provincia e Regione a                       |                               | UD                         |
| E042          | Goiaci                            | UD                         | 1927 | Cambia Provincia e Regione a                       |                               | GO (Friuli-Venezia Giulia) |
| E083          | Gonars                            | UD                         | 1947 | Cambia Regione                                     |                               | UD (Friuli-Venezia Giulia) |
| E092          | Gorgo                             | TV                         | 1886 | Cambia denominazione in                            | Gorgo al Monticano            | TV                         |
| E095          | Goriano                           | GO (Friuli-Venezia Giulia) | 1923 | Cambia Provincia e Regione a                       |                               | UD                         |
| E095          | Goriano                           | UD                         | 1927 | Cambia Provincia e Regione a                       |                               | GO (Friuli-Venezia Giulia) |
| E098          | Gorizia                           | GO (Friuli-Venezia Giulia) | 1923 | Cambia Provincia e Regione a                       |                               | UD                         |
| E098          | Gorizia                           | UD                         | 1927 | Cambia Provincia e Regione a                       |                               | GO (Friuli-Venezia Giulia) |
| E119          | Gozze                             | GO (Friuli-Venezia Giulia) | 1923 | Cambia Provincia e Regione a                       |                               | UD                         |
| E119          | Gozze                             | UD                         | 1927 | Cambia Provincia e Regione a                       |                               | GO (Friuli-Venezia Giulia) |
| E121          | Gracova Serravalle                | GO (Friuli-Venezia Giulia) | 1923 | Cambia Provincia e Regione a                       |                               | UD                         |
| E121          | Gracova Serravalle                | UD                         | 1927 | Cambia Provincia e Regione a                       |                               | GO (Friuli-Venezia Giulia) |
| E124          | Gradisca                          | GO (Friuli-Venezia Giulia) | 1923 | Cambia Provincia e Regione a                       |                               | UD                         |
| E124          | Gradisca                          | UD                         | 1923 | Cambia denominazione in                            | Gradisca d'Isonzo             | UD                         |
| E124          | Gradisca d'Isonzo                 | UD                         | 1927 | Cambia Provincia e Regione a                       |                               | GO (Friuli-Venezia Giulia) |
| E146          | Granze                            | PD                         | 1913 | Staccato dal Com. di                               | Vescovana                     | PD                         |
| E176          | Grignano                          | RO                         | 1867 | Cambia denominazione in                            | Grignano di Polesine          | RO                         |
| E176          | Grignano di Polesine              | RO                         | 1927 | Aggregato al Com. di                               | Rovigo                        | RO                         |
| E179          | Grimacco                          | UD                         | 1947 | Cambia Regione                                     |                               | UD (Friuli-Venezia Giulia) |
| E184          | Grisignano                        | VI                         | 1867 | Cambia denominazione in                            | Grisignano di Zocco           | VI                         |
| E277          | Idresca d'Isonzo                  | GO (Friuli-Venezia Giulia) | 1923 | Cambia Provincia e Regione a                       |                               | UD                         |
| E277          | Idresca d'Isonzo                  | UD                         | 1927 | Cambia Provincia e Regione a                       |                               | GO (Friuli-Venezia Giulia) |
| E278          | Idria                             | GO (Friuli-Venezia Giulia) | 1923 | Cambia Provincia e Regione a                       |                               | UD                         |
| E278          | Idria                             | UD                         | 1927 | Cambia Provincia e Regione a                       |                               | GO (Friuli-Venezia Giulia) |
| E279          | Idria di Sotto                    | GO (Friuli-Venezia Giulia) | 1923 | Cambia Provincia e Regione a                       |                               | UD                         |
| E279          | Idria di Sotto                    | UD                         | 1927 | Cambia Provincia e Regione a                       |                               | GO (Friuli-Venezia Giulia) |
| E319          | Ioanniz                           | GO (Friuli-Venezia Giulia) | 1923 | Cambia Provincia e Regione a                       |                               | UD                         |
| E319          | Ioanniz                           | UD                         | 1923 | Cambia denominazione in                            | Ioannis                       | UD                         |
| E319          | Ioannis                           | UD                         | 1931 | Aggregato al Com. di                               | Aiello del Friuli             | UD                         |
| E319          | Ioannis                           | UD                         | 1947 | Cambia Regione Post Mortem                         |                               | UD (Friuli-Venezia Giulia) |
| E322          | Ipplis                            | UD                         | 1928 | Aggregato al Com. di                               | Premariacco                   | UD                         |
| E322          | Ipplis                            | UD                         | 1947 | Cambia Regione Post Mortem                         |                               | UD (Friuli-Venezia Giulia) |
| E354          | Isola di Malo                     | VI                         | 1905 | Cambia denominazione in                            | Isola Vicentina               | VI                         |
| E358          | Isola Porcarizza                  | VR                         | 1872 | Cambia denominazione in                            | Isola Rizza                   | VR                         |
| E404          | San Leopoldo Alaglesie            | GO (Friuli-Venezia Giulia) | 1923 | Cambia Provincia e Regione a                       |                               | UD                         |
| E404          | San Leopoldo Alaglesie            | UD                         | 1923 | Cambia denominazione in                            | Laglesie San Leopoldo         | UD                         |
| E404          | Laglesie San Leopoldo             | UD                         | 1928 | Aggregato al Com. di                               | Pontebba                      | UD                         |
| E404          | Laglesie San Leopoldo             | UD                         | 1947 | Cambia Regione Post Mortem                         |                               | UD (Friuli-Venezia Giulia) |
| E408          | Lago                              | TV                         | 1867 | Cambia denominazione in                            | San Giorgio di Lago           | TV                         |
| E408          | San Giorgio di Lago               | TV                         | 1868 | Aggregato al Nuovo Com. di                         | Revine Lago                   | TV                         |
| E473          | Latisana                          | UD                         | 1947 | Cambia Regione                                     |                               | UD (Friuli-Venezia Giulia) |
| E476          | Lauco                             | UD                         | 1947 | Cambia Regione                                     |                               | UD (Friuli-Venezia Giulia) |
| E490          | La Valle                          | BL                         | 1964 | Cambia denominazione in                            | La Valle Agordina             | BL                         |
| E508          | Ledine                            | GO (Friuli-Venezia Giulia) | 1923 | Cambia Provincia e Regione a                       |                               | UD                         |
| E508          | Ledine                            | UD                         | 1927 | Cambia Provincia e Regione a                       |                               | GO (Friuli-Venezia Giulia) |
| E553          | Lestizza                          | UD                         | 1947 | Cambia Regione                                     |                               | UD (Friuli-Venezia Giulia) |
| E572          | Libussina                         | GO (Friuli-Venezia Giulia) | 1923 | Cambia Provincia e Regione a                       |                               | UD                         |
| E572          | Libussina                         | UD                         | 1927 | Cambia Provincia e Regione a                       |                               | GO (Friuli-Venezia Giulia) |
| E586          | Ligosullo                         | UD                         | 1947 | Cambia Regione                                     |                               | UD (Friuli-Venezia Giulia) |
| E622          | Livinallongo                      | TN (Trentino-Alto Adige)   | 1923 | Cambia Provincia e Regione a                       |                               | BL                         |
| E622          | Livinallongo                      | BL                         | 1933 | Cambia denominazione in                            | Livinallongo del Col di Lana  | BL                         |
| E641          | Locavizza di Aidussina            | GO (Friuli-Venezia Giulia) | 1923 | Cambia Provincia e Regione a                       |                               | UD                         |
| E641          | Locavizza di Aidussina            | UD                         | 1927 | Cambia Provincia e Regione a                       |                               | GO (Friuli-Venezia Giulia) |
| E642          | Locavizza di Canale               | GO (Friuli-Venezia Giulia) | 1923 | Cambia Provincia e Regione a                       |                               | UD                         |
| E642          | Locavizza di Canale               | UD                         | 1927 | Cambia Provincia e Regione a                       |                               | GO (Friuli-Venezia Giulia) |
| E687          | Lorenzago                         | BL                         | 1940 | Cambia denominazione in                            | Lorenzago di Cadore           | BL                         |
| E696          | Lose                              | GO (Friuli-Venezia Giulia) | 1923 | Cambia Provincia e Regione a                       |                               | UD                         |
| E696          | Lose                              | UD                         | 1927 | Cambia Provincia e Regione a                       |                               | GO (Friuli-Venezia Giulia) |
| E708          | Lozzo                             | BL                         | 1868 | Cambia denominazione in                            | Lozzo Cadore                  | BL                         |
| E708          | Lozzo Cadore                      | BL                         | 1957 | Cambia denominazione in                            | Lozzo di Cadore               | BL                         |
| E709          | Lozzo                             | PD                         | 1867 | Cambia denominazione in                            | Lozzo Atestino                | PD                         |
| E720          | Lucinico                          | GO (Friuli-Venezia Giulia) | 1923 | Cambia Provincia e Regione a                       |                               | UD                         |
| E720          | Lucinico                          | UD                         | 1927 | Cambia Provincia e Regione a                       |                               | GO (Friuli-Venezia Giulia) |
| E731          | Lugo                              | VI                         | 1868 | Cambia denominazione in                            | Lugo di Vicenza               | VI                         |
| E732          | Luico                             | GO (Friuli-Venezia Giulia) | 1923 | Cambia Provincia e Regione a                       |                               | UD                         |
| E732          | Luico                             | UD                         | 1927 | Cambia Provincia e Regione a                       |                               | GO (Friuli-Venezia Giulia) |
| E760          | Lusevera                          | UD                         | 1947 | Cambia Regione                                     |                               | UD (Friuli-Venezia Giulia) |
| E820          | Magnano                           | UD                         | 1867 | Cambia denominazione in                            | Magnano in Riviera            | UD                         |
| E820          | Magnano in Riviera                | UD                         | 1947 | Cambia Regione                                     |                               | UD (Friuli-Venezia Giulia) |
| E828          | Magrè                             | VI                         | 1928 | Cambia denominazione in                            | Magrè Vicentino               | VI                         |
| E828          | Magrè Vicentino                   | VI                         | 1928 | Aggregato al Com. di                               | Schio                         | VI                         |
| E833          | Majano                            | UD                         | 1947 | Cambia Regione                                     |                               | UD (Friuli-Venezia Giulia) |
| E845          | Malamocco                         | VE                         | 1883 | Aggregato al Com. di                               | Venezia                       | VE                         |
| E846          | Malborghetto                      | GO (Friuli-Venezia Giulia) | 1923 | Cambia Provincia e Regione a                       |                               | UD                         |
| E846          | Malborghetto                      | UD                         | 1928 | Aggregato al Nuovo Com. di                         | Malborghetto Valbruna         | UD                         |
| E846          | Malborghetto                      | UD                         | 1947 | Cambia Regione Post Mortem                         |                               | UD (Friuli-Venezia Giulia) |
| E847          | Malborghetto Valbruna             | UD                         | 1947 | Cambia Regione                                     |                               | UD (Friuli-Venezia Giulia) |
| E889          | Maniago                           | UD                         | 1947 | Cambia Regione                                     |                               | UD (Friuli-Venezia Giulia) |
| E898          | Manzano                           | UD                         | 1947 | Cambia Regione                                     |                               | UD (Friuli-Venezia Giulia) |
| E910          | Marano                            | UD                         | 1867 | Cambia denominazione in                            | Marano Lacunare               | UD                         |
| E910          | Marano Lacunare                   | UD                         | 1893 | Cambia denominazione in                            | Marano Lagunare               | UD                         |
| E910          | Marano Lagunare                   | UD                         | 1947 | Cambia Regione                                     |                               | UD (Friuli-Venezia Giulia) |
| E911          | Marano                            | VR                         | 1867 | Cambia denominazione in                            | Marano di Valpolicella        | VR                         |
| E912          | Marano                            | VI                         | 1867 | Cambia denominazione in                            | Marano Vicentino              | VI                         |
| E926          | Marcellise                        | VR                         | 1927 | Aggregato al Com. di                               | San Martino Buon Albergo      | VR                         |
| E940          | Mareno                            | TV                         | 1867 | Cambia denominazione in                            | Mareno di Piave               | TV                         |
| E952          | Mariano                           | GO (Friuli-Venezia Giulia) | 1923 | Cambia Provincia e Regione a                       |                               | UD                         |
| E952          | Mariano                           | UD                         | 1923 | Cambia denominazione in                            | Mariano del Friuli            | UD                         |
| E952          | Mariano del Friuli                | UD                         | 1927 | Cambia Provincia e Regione a                       |                               | GO (Friuli-Venezia Giulia) |
| E982          | Martignacco                       | UD                         | 1947 | Cambia Regione                                     |                               | UD (Friuli-Venezia Giulia) |
| F011          | Maserà                            | PD                         | 1868 | Cambia denominazione in                            | Maserà di Padova              | PD                         |
| F012          | Maserada                          | TV                         | 1925 | Cambia denominazione in                            | Maserada sul Piave            | TV                         |
| F019          | Mason                             | VI                         | 1867 | Cambia denominazione in                            | Mason Vicentino               | VI                         |
| F036          | Massa Superiore                   | RO                         | 1928 | Aggregato al Nuovo Com. di                         | Castelmassa                   | RO                         |
| F079          | Medana                            | GO (Friuli-Venezia Giulia) | 1923 | Cambia Provincia e Regione a                       |                               | UD                         |
| F079          | Medana                            | UD                         | 1927 | Cambia Provincia e Regione a                       |                               | GO (Friuli-Venezia Giulia) |
| F081          | Medea                             | GO (Friuli-Venezia Giulia) | 1923 | Cambia Provincia e Regione a                       |                               | UD                         |
| F081          | Medea                             | UD                         | 1927 | Cambia Provincia e Regione a                       |                               | GO (Friuli-Venezia Giulia) |
| F088          | Meduna                            | TV                         | 1884 | Cambia denominazione in                            | Meduna di Livenza             | TV                         |
| F089          | Meduno                            | UD                         | 1947 | Cambia Regione                                     |                               | UD (Friuli-Venezia Giulia) |
| F116          | Melma                             | TV                         | 1935 | Cambia denominazione in                            | Silea                         | TV                         |
| F144          | Meretto di Tomba                  | UD                         | 1940 | Cambia denominazione in                            | Mereto di Tomba               | UD                         |
| F144          | Mereto di Tomba                   | UD                         | 1947 | Cambia Regione                                     |                               | UD (Friuli-Venezia Giulia) |
| F150          | Merna                             | GO (Friuli-Venezia Giulia) | 1923 | Cambia Provincia e Regione a                       |                               | UD                         |
| F150          | Merna                             | UD                         | 1927 | Cambia Provincia e Regione a                       |                               | GO (Friuli-Venezia Giulia) |
| F159          | Mestre                            | VE                         | 1926 | Aggregato al Com. di                               | Venezia                       | VE                         |
| F228          | Mione                             | UD                         | 1871 | Aggregato al Com. di                               | Ovaro                         | UD                         |
| F228          | Mione                             | UD                         | 1947 | Cambia Regione Post Mortem                         |                               | UD (Friuli-Venezia Giulia) |
| F252          | Mizzole                           | VR                         | 1933 | Aggregato al Com. di                               | Verona                        | VR                         |
| F266          | Moggio Udinese                    | UD                         | 1947 | Cambia Regione                                     |                               | UD (Friuli-Venezia Giulia) |
| F269          | Mogliano                          | TV                         | 1868 | Cambia denominazione in                            | Mogliano Veneto               | TV                         |
| F275          | Moimacco                          | UD                         | 1947 | Cambia Regione                                     |                               | UD (Friuli-Venezia Giulia) |
| F332          | Monastier                         | TV                         | 1868 | Cambia denominazione in                            | Monastier di Treviso          | TV                         |
| F360          | Monfumo                           | TV                         | 1928 | Aggregato al Com. di                               | Asolo                         | TV                         |
| F360          | Monfumo                           | TV                         | 1946 | Ristaccato dal Com. di                             | Asolo                         | TV                         |
| F442          | Montebello                        | VI                         | 1867 | Cambia denominazione in                            | Montebello Vicentino          | VI                         |
| F486          | San Sebastiano                    | VI                         | 1867 | Cambia denominazione in                            | Monte di Malo                 | VI                         |
| F508          | Monteforte                        | VR                         | 1867 | Cambia denominazione in                            | Monteforte d'Alpone           | VR                         |
| F529          | San Pietro Montagnon              | PD                         | 1919 | Staccato dal Com. di                               | Battaglia Terme               | PD                         |
| F529          | San Pietro Montagnon              | PD                         | 1934 | Cambia denominazione in                            | Montegrotto Terme             | PD                         |
| F574          | Montenars                         | UD                         | 1928 | Aggregato al Com. di                               | Artegna                       | UD                         |
| F574          | Montenars                         | UD                         | 1947 | Cambia Regione                                     |                               | UD (Friuli-Venezia Giulia) |
| F577          | Montenero d'Idria                 | GO (Friuli-Venezia Giulia) | 1923 | Cambia Provincia e Regione a                       |                               | UD                         |
| F577          | Montenero d'Idria                 | UD                         | 1927 | Cambia Provincia e Regione a                       |                               | GO (Friuli-Venezia Giulia) |
| F596          | Montereale                        | UD                         | 1867 | Cambia denominazione in                            | Montereale Cellina            | UD                         |
| F596          | Montereale Cellina                | UD                         | 1947 | Cambia Regione                                     |                               | UD (Friuli-Venezia Giulia) |
| F635          | Monte Sanvito                     | GO (Friuli-Venezia Giulia) | 1923 | Cambia Provincia e Regione a                       |                               | UD                         |
| F635          | Monte Sanvito                     | UD                         | 1927 | Cambia Provincia e Regione a                       |                               | GO (Friuli-Venezia Giulia) |
| F649          | Montespino                        | GO (Friuli-Venezia Giulia) | 1923 | Cambia Provincia e Regione a                       |                               | UD                         |
| F649          | Montespino                        | UD                         | 1927 | Cambia Provincia e Regione a                       |                               | GO (Friuli-Venezia Giulia) |
| F652          | Monte Urabice                     | GO (Friuli-Venezia Giulia) | 1923 | Cambia Provincia e Regione a                       |                               | UD                         |
| F652          | Monte Urabice                     | UD                         | 1927 | Cambia Provincia e Regione a                       |                               | GO (Friuli-Venezia Giulia) |
| F662          | Monteviale                        | VI                         | 1906 | Staccato dal Com. di                               | Gambugliano                   | VI                         |
| F691          | Montorio                          | VR                         | 1867 | Cambia denominazione in                            | Montorio Veronese             | VR                         |
| F691          | Montorio Veronese                 | VR                         | 1927 | Aggregato al Com. di                               | Verona                        | VR                         |
| F710          | Moraro                            | GO (Friuli-Venezia Giulia) | 1923 | Cambia Provincia e Regione a                       |                               | UD                         |
| F710          | Moraro                            | UD                         | 1927 | Cambia Provincia e Regione a                       |                               | GO (Friuli-Venezia Giulia) |
| F729          | Moriago                           | TV                         | 1962 | Cambia denominazione in                            | Moriago della Battaglia       | TV                         |
| F750          | Morsano                           | UD                         | 1867 | Cambia denominazione in                            | Morsano al Tagliamento        | UD                         |
| F750          | Morsano al Tagliamento            | UD                         | 1947 | Cambia Regione                                     |                               | UD (Friuli-Venezia Giulia) |
| F756          | Mortegliano                       | UD                         | 1947 | Cambia Regione                                     |                               | UD (Friuli-Venezia Giulia) |
| F760          | Moruzzo                           | UD                         | 1947 | Cambia Regione                                     |                               | UD (Friuli-Venezia Giulia) |
| F767          | Mossa                             | GO (Friuli-Venezia Giulia) | 1923 | Cambia Provincia e Regione a                       |                               | UD                         |
| F767          | Mossa                             | UD                         | 1927 | Cambia Provincia e Regione a                       |                               | GO (Friuli-Venezia Giulia) |
| F768          | Mossano                           | VI                         | 1939 | Aggregato al Com. di                               | Barbarano Vicentino           | VI                         |
| F768          | Mossano                           | VI                         | 1947 | Ristaccato dal Com. di                             | Barbarano Vicentino           | VI                         |
| F770          | Motta                             | TV                         | 1868 | Cambia denominazione in                            | Motta di Livenza              | TV                         |
| F807          | Murano                            | VE                         | 1923 | Aggregato al Com. di                               | Venezia                       | VE                         |
| F810          | Mure                              | VI                         | 1889 | Cambia denominazione in                            | Salcedo                       | VI                         |
| F821          | Muscoli Strassoldo                | GO (Friuli-Venezia Giulia) | 1923 | Cambia Provincia e Regione a                       |                               | UD                         |
| F821          | Muscoli Strassoldo                | UD                         | 1928 | Aggregato al Com. di                               | Cervignano del Friuli         | UD                         |
| F821          | Muscoli Strassoldo                | UD                         | 1947 | Cambia Regione Post Mortem                         |                               | UD (Friuli-Venezia Giulia) |
| F826          | Musile                            | VE                         | 1920 | Cambia denominazione in                            | Musile di Piave               | VE                         |
| F832          | Muzzana                           | UD                         | 1867 | Cambia denominazione in                            | Muzzana del Turgnano          | UD                         |
| F832          | Muzzana del Turgnano              | UD                         | 1947 | Cambia Regione                                     |                               | UD (Friuli-Venezia Giulia) |
| F860          | Negarine                          | VR                         | 1928 | Aggregato (in parte) al Com. di                    | Pescantina                    | VR                         |
| F860          | Negarine                          | VR                         | 1928 | Aggregato (in parte) al Com. di                    | San Pietro in Cariano         | VR                         |
| F872          | Nervesa                           | TV                         | 1923 | Cambia denominazione in                            | Nervesa della Battaglia       | TV                         |
| F898          | Nimis                             | UD                         | 1947 | Cambia Regione                                     |                               | UD (Friuli-Venezia Giulia) |
| F921          | Nogarole                          | VR                         | 1867 | Cambia denominazione in                            | Nogarole Rocca                | VR                         |
| F922          | Nogarole                          | VI                         | 1867 | Cambia denominazione in                            | Nogarole Vicentino            | VI                         |
| F946          | Novale                            | VI                         | 1928 | Aggregato al Com. di                               | Valdagno                      | VI                         |
| F962          | Noventa                           | PD                         | 1867 | Cambia denominazione in                            | Noventa Padovana              | PD                         |
| F963          | Noventa                           | VE                         | 1867 | Cambia denominazione in                            | Noventa di Piave              | VE                         |
| G053          | Oltresonzia                       | GO (Friuli-Venezia Giulia) | 1923 | Cambia Provincia e Regione a                       |                               | UD                         |
| G053          | Oltresonzia                       | UD                         | 1927 | Cambia Provincia e Regione a                       |                               | GO (Friuli-Venezia Giulia) |
| G077          | Opacchiasella                     | GO (Friuli-Venezia Giulia) | 1923 | Cambia Provincia e Regione a                       |                               | UD                         |
| G077          | Opacchiasella                     | UD                         | 1927 | Cambia Provincia e Regione a                       |                               | GO (Friuli-Venezia Giulia) |
| G163          | Osoppo                            | UD                         | 1947 | Cambia Regione                                     |                               | UD (Friuli-Venezia Giulia) |
| G167          | Ospedaletto                       | PD                         | 1867 | Cambia denominazione in                            | Ospedaletto Euganeo           | PD                         |
| G169          | Ospitale                          | BL                         | 1949 | Cambia denominazione in                            | Ospitale di Cadore            | BL                         |
| G175          | Ossecca Vittuglia                 | GO (Friuli-Venezia Giulia) | 1923 | Cambia Provincia e Regione a                       |                               | UD                         |
| G175          | Ossecca Vittuglia                 | UD                         | 1927 | Cambia Provincia e Regione a                       |                               | GO (Friuli-Venezia Giulia) |
| G176          | Ossegliano San Michele            | GO (Friuli-Venezia Giulia) | 1923 | Cambia Provincia e Regione a                       |                               | UD                         |
| G176          | Ossegliano San Michele            | UD                         | 1927 | Cambia Provincia e Regione a                       |                               | GO (Friuli-Venezia Giulia) |
| G198          | Ovaro                             | UD                         | 1947 | Cambia Regione                                     |                               | UD (Friuli-Venezia Giulia) |
| G221          | Paderno                           | TV                         | 1867 | Cambia denominazione in                            | Paderno d'Asolo               | TV                         |
| G221          | Paderno d'Asolo                   | TV                         | 1920 | Cambia denominazione in                            | Paderno del Grappa            | TV                         |
| G238          | Pagnacco                          | UD                         | 1928 | Aggregato al Com. di                               | Tavagnacco                    | UD                         |
| G238          | Pagnacco                          | UD                         | 1947 | Cambia Regione                                     |                               | UD (Friuli-Venezia Giulia) |
| G268          | Palazzolo                         | UD                         | 1867 | Cambia denominazione in                            | Palazzolo dello Stella        | UD                         |
| G268          | Palazzolo dello Stella            | UD                         | 1947 | Cambia Regione                                     |                               | UD (Friuli-Venezia Giulia) |
| G284          | Palmanova                         | UD                         | 1947 | Cambia Regione                                     |                               | UD (Friuli-Venezia Giulia) |
| G297          | Palù                              | VR                         | 1928 | Aggregato al Com. di                               | Zevio                         | VR                         |
| G297          | Palù                              | VR                         | 1954 | Ristaccato dal Com. di                             | Zevio                         | VR                         |
| G300          | Paluzza                           | UD                         | 1947 | Cambia Regione                                     |                               | UD (Friuli-Venezia Giulia) |
| G310          | Paniqua                           | GO (Friuli-Venezia Giulia) | 1923 | Cambia Provincia e Regione a                       |                               | UD                         |
| G310          | Paniqua                           | UD                         | 1927 | Cambia Provincia e Regione a                       |                               | GO (Friuli-Venezia Giulia) |
| G341          | Parona                            | VR                         | 1867 | Cambia denominazione in                            | Parona all'Adige              | VR                         |
| G341          | Parona all'Adige                  | VR                         | 1905 | Cambia denominazione in                            | Parona di Valpolicella        | VR                         |
| G341          | Parona di Valpolicella            | VR                         | 1927 | Aggregato al Com. di                               | Verona                        | VR                         |
| G352          | Pasian di Prato                   | UD                         | 1947 | Cambia Regione                                     |                               | UD (Friuli-Venezia Giulia) |
| G353          | Pasiano di Pordenone              | UD                         | 1947 | Cambia Regione                                     |                               | UD (Friuli-Venezia Giulia) |
| G356          | Passariano                        | UD                         | 1867 | Cambia denominazione in                            | Rivolto                       | UD                         |
| G356          | Rivolto                           | UD                         | 1928 | Aggregato al Com. di                               | Codroipo                      | UD                         |
| G356          | Rivolto                           | UD                         | 1947 | Cambia Regione Post Mortem                         |                               | UD (Friuli-Venezia Giulia) |
| G381          | Paularo                           | UD                         | 1947 | Cambia Regione                                     |                               | UD (Friuli-Venezia Giulia) |
| G389          | Pavia                             | UD                         | 1867 | Cambia denominazione in                            | Pavia di Udine                | UD                         |
| G389          | Pavia di Udine                    | UD                         | 1947 | Cambia Regione                                     |                               | UD (Friuli-Venezia Giulia) |
| G425          | Pellestrina                       | VE                         | 1923 | Aggregato al Com. di                               | Venezia                       | VE                         |
| G442          | Perarolo                          | BL                         | 1955 | Cambia denominazione in                            | Perarolo di Cadore            | BL                         |
| G472          | Perteole                          | GO (Friuli-Venezia Giulia) | 1923 | Cambia Provincia e Regione a                       |                               | UD                         |
| G472          | Perteole                          | UD                         | 1928 | Aggregato al Com. di                               | Ruda                          | UD                         |
| G472          | Perteole                          | UD                         | 1947 | Cambia Regione Post Mortem                         |                               | UD (Friuli-Venezia Giulia) |
| G489          | Peschiera                         | VR                         | 1867 | Cambia denominazione in                            | Peschiera sul Lago di Garda   | VR                         |
| G489          | Peschiera sul Lago di Garda       | VR                         | 1930 | Cambia denominazione in                            | Peschiera del Garda           | VR                         |
| G525          | Pettorazza                        | RO                         | 1867 | Cambia denominazione in                            | Pettorazza Grimani            | RO                         |
| G534          | Piacenza                          | PD                         | 1867 | Cambia denominazione in                            | Piacenza d'Adige              | PD                         |
| G578          | Piavon                            | TV                         | 1929 | Aggregato al Com. di                               | Oderzo                        | TV                         |
| G587          | Piazzolo                          | PD                         | 1867 | Cambia denominazione in                            | Piazzola sul Brenta           | PD                         |
| G599          | Podgora                           | GO (Friuli-Venezia Giulia) | 1923 | Cambia Provincia e Regione a                       |                               | UD                         |
| G599          | Podgora                           | UD                         | 1923 | Cambia denominazione in                            | Piedimonte del Calvario       | UD                         |
| G599          | Piedimonte del Calvario           | UD                         | 1927 | Cambia Provincia e Regione a                       |                               | GO (Friuli-Venezia Giulia) |
| G680          | Pinzano                           | UD                         | 1867 | Cambia denominazione in                            | Pinzano al Tagliamento        | UD                         |
| G680          | Pinzano al Tagliamento            | UD                         | 1947 | Cambia Regione                                     |                               | UD (Friuli-Venezia Giulia) |
| G688          | Piombino                          | PD                         | 1867 | Cambia denominazione in                            | Piombino Dese                 | PD                         |
| G694          | Piovene                           | VI                         | 1933 | Cambia denominazione in                            | Piovene Rocchette             | VI                         |
| G731          | Planina                           | GO (Friuli-Venezia Giulia) | 1923 | Cambia Provincia e Regione a                       |                               | UD                         |
| G731          | Planina                           | UD                         | 1927 | Cambia Provincia e Regione a                       |                               | GO (Friuli-Venezia Giulia) |
| G736          | Platischis                        | UD                         | 1931 | Cambia denominazione in                            | Taipana                       | UD                         |
| G736          | Taipana                           | UD                         | 1947 | Cambia Regione                                     |                               | UD (Friuli-Venezia Giulia) |
| G738          | Plezzo                            | GO (Friuli-Venezia Giulia) | 1923 | Cambia Provincia e Regione a                       |                               | UD                         |
| G738          | Plezzo                            | UD                         | 1927 | Cambia Provincia e Regione a                       |                               | GO (Friuli-Venezia Giulia) |
| G739          | Pliscovizza della Madonna         | GO (Friuli-Venezia Giulia) | 1923 | Cambia Provincia e Regione a                       |                               | UD                         |
| G739          | Pliscovizza della Madonna         | UD                         | 1927 | Cambia Provincia e Regione a                       |                               | GO (Friuli-Venezia Giulia) |
| G743          | Pocenia                           | UD                         | 1947 | Cambia Regione                                     |                               | UD (Friuli-Venezia Giulia) |
| G744          | Pocrai del Pero                   | GO (Friuli-Venezia Giulia) | 1923 | Cambia Provincia e Regione a                       |                               | UD                         |
| G744          | Pocrai del Pero                   | UD                         | 1927 | Cambia Provincia e Regione a                       |                               | GO (Friuli-Venezia Giulia) |
| G748          | Podraga                           | GO (Friuli-Venezia Giulia) | 1923 | Cambia Provincia e Regione a                       |                               | UD                         |
| G748          | Podraga                           | UD                         | 1927 | Cambia Provincia e Regione a                       |                               | GO (Friuli-Venezia Giulia) |
| G780          | Polcenigo                         | UD                         | 1947 | Cambia Regione                                     |                               | UD (Friuli-Venezia Giulia) |
| G831          | Pontebba                          | UD                         | 1947 | Cambia Regione                                     |                               | UD (Friuli-Venezia Giulia) |
| G832          | Pontefella                        | GO (Friuli-Venezia Giulia) | 1923 | Cambia Provincia e Regione a                       |                               | UD                         |
| G832          | Pontefella                        | UD                         | 1923 | Cambia denominazione in                            | Pontebba Nova                 | UD                         |
| G832          | Pontebba Nova                     | UD                         | 1924 | Aggregato al Com. di                               | Pontebba                      | UD                         |
| G832          | Pontebba Nova                     | UD                         | 1947 | Cambia Regione Post Mortem                         |                               | UD (Friuli-Venezia Giulia) |
| G836          | Pontecchio                        | RO                         | 1929 | Cambia denominazione in                            | Pontecchio Polesine           | RO                         |
| G875          | Ponzano                           | TV                         | 1868 | Cambia denominazione in                            | Ponzano Veneto                | TV                         |
| G886          | Porcia                            | UD                         | 1947 | Cambia Regione                                     |                               | UD (Friuli-Venezia Giulia) |
| G888          | Pordenone                         | UD                         | 1947 | Cambia Regione                                     |                               | UD (Friuli-Venezia Giulia) |
| G891          | Porpetto                          | UD                         | 1947 | Cambia Regione                                     |                               | UD (Friuli-Venezia Giulia) |
| G923          | San Niccolò                       | RO                         | 1867 | Cambia denominazione in                            | Porto Tolle                   | RO                         |
| G926          | Taglio di Porto Viro              | RO                         | 1928 | Staccato (in parte) dal Com. di                    | Loreo                         | RO                         |
| G926          | Taglio di Porto Viro              | RO                         | 1928 | Staccato (in parte) dal Com. di                    | Porto Tolle                   | RO                         |
| G926          | Taglio di Porto Viro              | RO                         | 1932 | Cambia denominazione in                            | Porto Viro                    | RO                         |
| G926          | Porto Viro                        | RO                         | 1937 | Aggregato (in parte) al Com. di                    | Porto Tolle                   | RO                         |
| G943          | Pove                              | VI                         | 1950 | Cambia denominazione in                            | Pove del Grappa               | VI                         |
| G949          | Povoletto                         | UD                         | 1947 | Cambia Regione                                     |                               | UD (Friuli-Venezia Giulia) |
| G957          | Pozzo                             | VI                         | 1867 | Cambia denominazione in                            | Pozzoleone                    | VI                         |
| G966          | Pozzuolo                          | UD                         | 1867 | Cambia denominazione in                            | Pozzuolo del Friuli           | UD                         |
| G966          | Pozzuolo del Friuli               | UD                         | 1947 | Cambia Regione                                     |                               | UD (Friuli-Venezia Giulia) |
| G969          | Pradamano                         | UD                         | 1947 | Cambia Regione                                     |                               | UD (Friuli-Venezia Giulia) |
| G994          | Prata                             | UD                         | 1867 | Cambia denominazione in                            | Prata di Pordenone            | UD                         |
| G994          | Prata di Pordenone                | UD                         | 1947 | Cambia Regione                                     |                               | UD (Friuli-Venezia Giulia) |
| H002          | Prato                             | UD                         | 1867 | Cambia denominazione in                            | Prato Carnico                 | UD                         |
| H002          | Prato Carnico                     | UD                         | 1947 | Cambia Regione                                     |                               | UD (Friuli-Venezia Giulia) |
| H010          | Pravisdomini                      | UD                         | 1947 | Cambia Regione                                     |                               | UD (Friuli-Venezia Giulia) |
| H014          | Precenicco                        | UD                         | 1947 | Cambia Regione                                     |                               | UD (Friuli-Venezia Giulia) |
| H029          | Premariacco                       | UD                         | 1947 | Cambia Regione                                     |                               | UD (Friuli-Venezia Giulia) |
| H038          | Preone                            | UD                         | 1928 | Aggregato al Com. di                               | Enemonzo                      | UD                         |
| H038          | Preone                            | UD                         | 1946 | Ristaccato dal Com. di                             | Enemonzo                      | UD                         |
| H038          | Preone                            | UD                         | 1947 | Cambia Regione                                     |                               | UD (Friuli-Venezia Giulia) |
| H040          | Prepotto                          | UD                         | 1947 | Cambia Regione                                     |                               | UD (Friuli-Venezia Giulia) |
| H054          | Prevacina                         | GO (Friuli-Venezia Giulia) | 1923 | Cambia Provincia e Regione a                       |                               | UD                         |
| H054          | Prevacina                         | UD                         | 1927 | Cambia Provincia e Regione a                       |                               | GO (Friuli-Venezia Giulia) |
| H084          | Prun                              | VR                         | 1928 | Aggregato (in parte) al Com. di                    | Negrar                        | VR                         |
| H084          | Prun                              | VR                         | 1928 | Aggregato (in parte) al Com. di                    | Sant'Anna d'Alfaedo           | VR                         |
| H089          | Pulfero                           | UD                         | 1947 | Cambia Regione                                     |                               | UD (Friuli-Venezia Giulia) |
| H117          | San Michele del Quarto            | VE                         | 1946 | Cambia denominazione in                            | Quarto d'Altino               | VE                         |
| H131          | Quinto                            | TV                         | 1868 | Cambia denominazione in                            | Quinto di Treviso             | TV                         |
| H133          | Quinto                            | VR                         | 1867 | Cambia denominazione in                            | Quinto di Valpantena          | VR                         |
| H133          | Quinto di Valpantena              | VR                         | 1927 | Aggregato al Com. di                               | Verona                        | VR                         |
| H134          | Quinto                            | VI                         | 1867 | Cambia denominazione in                            | Quinto Vicentino              | VI                         |
| H142          | Quinzano                          | VR                         | 1867 | Cambia denominazione in                            | Quinzano Veronese             | VR                         |
| H142          | Quinzano Veronese                 | VR                         | 1927 | Aggregato al Com. di                               | Verona                        | VR                         |
| H149          | Raccolana                         | UD                         | 1928 | Aggregato al Com. di                               | Chiusaforte                   | UD                         |
| H149          | Raccolana                         | UD                         | 1947 | Cambia Regione Post Mortem                         |                               | UD (Friuli-Venezia Giulia) |
| H161          | Ragogna                           | UD                         | 1947 | Cambia Regione                                     |                               | UD (Friuli-Venezia Giulia) |
| H169          | Ramodipalo                        | RO                         | 1927 | Aggregato al Com. di                               | Lendinara                     | RO                         |
| H178          | Ranziano                          | GO (Friuli-Venezia Giulia) | 1923 | Cambia Provincia e Regione a                       |                               | UD                         |
| H178          | Ranziano                          | UD                         | 1927 | Cambia Provincia e Regione a                       |                               | GO (Friuli-Venezia Giulia) |
| H196          | Ravascletto                       | UD                         | 1947 | Cambia Regione                                     |                               | UD (Friuli-Venezia Giulia) |
| H200          | Raveo                             | UD                         | 1947 | Cambia Regione                                     |                               | UD (Friuli-Venezia Giulia) |
| H206          | Reana                             | UD                         | 1867 | Cambia denominazione in                            | Reana del Rojale              | UD                         |
| H206          | Reana del Rojale                  | UD                         | 1947 | Cambia Regione                                     |                               | UD (Friuli-Venezia Giulia) |
| H214          | Recoaro                           | VI                         | 1934 | Cambia denominazione in                            | Recoaro Terme                 | VI                         |
| H220          | Refrontolo                        | TV                         | 1928 | Aggregato al Com. di                               | Pieve di Soligo               | TV                         |
| H220          | Refrontolo                        | TV                         | 1946 | Ristaccato dal Com. di                             | Pieve di Soligo               | TV                         |
| H229          | Remanzacco                        | UD                         | 1947 | Cambia Regione                                     |                               | UD (Friuli-Venezia Giulia) |
| H242          | Resia                             | UD                         | 1947 | Cambia Regione                                     |                               | UD (Friuli-Venezia Giulia) |
| H244          | Resiutta                          | UD                         | 1947 | Cambia Regione                                     |                               | UD (Friuli-Venezia Giulia) |
| H252          | Revine                            | TV                         | 1868 | Aggregato al Nuovo Com. di                         | Revine Lago                   | TV                         |
| H280          | Riese                             | TV                         | 1952 | Cambia denominazione in                            | Riese Pio X                   | TV                         |
| H283          | Rifembergo                        | GO (Friuli-Venezia Giulia) | 1923 | Cambia Provincia e Regione a                       |                               | UD                         |
| H283          | Rifembergo                        | UD                         | 1927 | Cambia Provincia e Regione a                       |                               | GO (Friuli-Venezia Giulia) |
| H289          | Rigolato                          | UD                         | 1947 | Cambia Regione                                     |                               | UD (Friuli-Venezia Giulia) |
| H327          | Riva                              | BL                         | 1867 | Cambia denominazione in                            | Rivamonte                     | BL                         |
| H327          | Rivamonte                         | BL                         | 1964 | Cambia denominazione in                            | Rivamonte Agordino            | BL                         |
| H347          | Rive d'Arcano                     | UD                         | 1947 | Cambia Regione                                     |                               | UD (Friuli-Venezia Giulia) |
| H352          | Rivignano                         | UD                         | 1947 | Cambia Regione                                     |                               | UD (Friuli-Venezia Giulia) |
| H356          | Rivoli                            | VR                         | 1867 | Cambia denominazione in                            | Rivoli Veronese               | VR                         |
| H379          | Rocca                             | BL                         | 1867 | Cambia denominazione in                            | Rocca di Agordo               | BL                         |
| H379          | Rocca di Agordo                   | BL                         | 1964 | Cambia denominazione in                            | Rocca Pietore                 | BL                         |
| H471          | Rodda                             | UD                         | 1928 | Aggregato al Nuovo Com. di                         | Pulfero                       | UD                         |
| H471          | Rodda                             | UD                         | 1947 | Cambia Regione Post Mortem                         |                               | UD (Friuli-Venezia Giulia) |
| H512          | Romano                            | VI                         | 1868 | Cambia denominazione in                            | Romano d'Ezzelino             | VI                         |
| H513          | Romans                            | GO (Friuli-Venezia Giulia) | 1923 | Cambia Provincia e Regione a                       |                               | UD                         |
| H513          | Romans                            | UD                         | 1927 | Cambia Provincia e Regione a                       |                               | GO (Friuli-Venezia Giulia) |
| H533          | Ronchis                           | UD                         | 1947 | Cambia Regione                                     |                               | UD (Friuli-Venezia Giulia) |
| H540          | Ronco                             | VR                         | 1867 | Cambia denominazione in                            | Ronco all'Adige               | VR                         |
| H550          | Ronzina                           | GO (Friuli-Venezia Giulia) | 1923 | Cambia Provincia e Regione a                       |                               | UD                         |
| H550          | Ronzina                           | UD                         | 1927 | Cambia Provincia e Regione a                       |                               | GO (Friuli-Venezia Giulia) |
| H573          | Rosolina                          | RO                         | 1929 | Aggregato al Com. di                               | Loreo                         | RO                         |
| H573          | Rosolina                          | RO                         | 1947 | Ristaccato dal Com. di                             | Loreo                         | RO                         |
| H580          | Rossano                           | VI                         | 1867 | Cambia denominazione in                            | Rossano Veneto                | VI                         |
| H608          | Roverè di Velo                    | VR                         | 1908 | Cambia denominazione in                            | Roverè Veronese               | VR                         |
| H609          | Roveredo                          | UD                         | 1867 | Cambia denominazione in                            | Roveredo in Piano             | UD                         |
| H609          | Roveredo in Piano                 | UD                         | 1947 | Cambia Regione                                     |                               | UD (Friuli-Venezia Giulia) |
| H610          | Roveredo                          | VR                         | 1867 | Cambia denominazione in                            | Roveredo di Guà               | VR                         |
| H610          | Roveredo di Guà                   | VR                         | 1929 | Aggregato al Com. di                               | Pressana                      | VR                         |
| H610          | Roveredo di Guà                   | VR                         | 1948 | Ristaccato dal Com. di                             | Pressana                      | VR                         |
| H629          | Ruda                              | GO (Friuli-Venezia Giulia) | 1923 | Cambia Provincia e Regione a                       |                               | UD                         |
| H629          | Ruda                              | UD                         | 1947 | Cambia Regione                                     |                               | UD (Friuli-Venezia Giulia) |
| H653          | Sable grande                      | GO (Friuli-Venezia Giulia) | 1923 | Cambia Provincia e Regione a                       |                               | UD                         |
| H653          | Sable grande                      | UD                         | 1927 | Cambia Provincia e Regione a                       |                               | GO (Friuli-Venezia Giulia) |
| H657          | Sacile                            | UD                         | 1947 | Cambia Regione                                     |                               | UD (Friuli-Venezia Giulia) |
| H660          | Saga                              | GO (Friuli-Venezia Giulia) | 1923 | Cambia Provincia e Regione a                       |                               | UD                         |
| H660          | Saga                              | UD                         | 1927 | Cambia Provincia e Regione a                       |                               | GO (Friuli-Venezia Giulia) |
| H665          | Sagrado                           | GO (Friuli-Venezia Giulia) | 1923 | Cambia Provincia e Regione a                       |                               | UD                         |
| H665          | Sagrado                           | UD                         | 1927 | Cambia Provincia e Regione a                       |                               | GO (Friuli-Venezia Giulia) |
| H667          | Saguedo                           | RO                         | 1867 | Aggregato al Com. di                               | Lendinara                     | RO                         |
| H692          | Salcano                           | GO (Friuli-Venezia Giulia) | 1923 | Cambia Provincia e Regione a                       |                               | UD                         |
| H692          | Salcano                           | UD                         | 1927 | Cambia Provincia e Regione a                       |                               | GO (Friuli-Venezia Giulia) |
| H712          | Saline                            | VR                         | 1867 | Cambia denominazione in                            | San Mauro di Saline           | VR                         |
| H718          | Salona d'Isonzo                   | GO (Friuli-Venezia Giulia) | 1923 | Cambia Provincia e Regione a                       |                               | UD                         |
| H718          | Salona d'Isonzo                   | UD                         | 1927 | Cambia Provincia e Regione a                       |                               | GO (Friuli-Venezia Giulia) |
| H728          | Salvaterra                        | RO                         | 1928 | Aggregato al Com. di                               | Badia Polesine                | RO                         |
| H737          | Samaria                           | GO (Friuli-Venezia Giulia) | 1923 | Cambia Provincia e Regione a                       |                               | UD                         |
| H737          | Samaria                           | UD                         | 1927 | Cambia Provincia e Regione a                       |                               | GO (Friuli-Venezia Giulia) |
| H740          | Sambasso                          | GO (Friuli-Venezia Giulia) | 1923 | Cambia Provincia e Regione a                       |                               | UD                         |
| H740          | Sambasso                          | UD                         | 1927 | Cambia Provincia e Regione a                       |                               | GO (Friuli-Venezia Giulia) |
| H816          | San Daniele                       | UD                         | 1867 | Cambia denominazione in                            | San Daniele del Friuli        | UD                         |
| H816          | San Daniele del Friuli            | UD                         | 1947 | Cambia Regione                                     |                               | UD (Friuli-Venezia Giulia) |
| H817          | San Daniele del Carso             | GO (Friuli-Venezia Giulia) | 1923 | Cambia Provincia e Regione a                       |                               | UD                         |
| H817          | San Daniele del Carso             | UD                         | 1927 | Cambia Provincia e Regione a                       |                               | GO (Friuli-Venezia Giulia) |
| H845          | San Floriano                      | GO (Friuli-Venezia Giulia) | 1923 | Cambia Provincia e Regione a                       |                               | UD                         |
| H845          | San Floriano                      | UD                         | 1923 | Cambia denominazione in                            | San Floriano del Collio       | UD                         |
| H845          | San Floriano del Collio           | UD                         | 1927 | Cambia Provincia e Regione a                       |                               | GO (Friuli-Venezia Giulia) |
| H863          | San Germano                       | VI                         | 1867 | Cambia denominazione in                            | San Germano dei Berici        | VI                         |
| H891          | San Giorgio                       | UD                         | 1867 | Cambia denominazione in                            | San Giorgio della Richinvelda | UD                         |
| H891          | San Giorgio della Richinvelda     | UD                         | 1947 | Cambia Regione                                     |                               | UD (Friuli-Venezia Giulia) |
| H895          | San Giorgio di Nogaro             | UD                         | 1947 | Cambia Regione                                     |                               | UD (Friuli-Venezia Giulia) |
| H906          | San Giovanni di Manzano           | UD                         | 1928 | Cambia denominazione in                            | San Giovanni al Natisone      | UD                         |
| H906          | San Giovanni al Natisone          | UD                         | 1947 | Cambia Regione                                     |                               | UD (Friuli-Venezia Giulia) |
| H916          | San Giovanni Ilarione             | VI                         | 1923 | Cambia Provincia a                                 |                               | VR                         |
| H924          | San Giovanni Lupatoto             | VR                         | 1927 | Aggregato al Com. di                               | Verona                        | VR                         |
| H924          | San Giovanni Lupatoto             | VR                         | 1932 | Ristaccato dal Com. di                             | Verona                        | VR                         |
| H938          | San Gregorio                      | BL                         | 1867 | Cambia denominazione in                            | San Gregorio nelle Alpi       | BL                         |
| H951          | San Leonardo                      | UD                         | 1947 | Cambia Regione                                     |                               | UD (Friuli-Venezia Giulia) |
| H964          | San Lorenzo di Mossa              | GO                         | 1923 | Cambia Provincia e Regione a                       |                               | UD                         |
| H964          | San Lorenzo di Mossa              | UD                         | 1927 | Cambia Provincia e Regione a                       |                               | GO (Friuli-Venezia Giulia) |
| H996          | San Martino                       | RO                         | 1867 | Cambia denominazione in                            | San Martino di Venezze        | RO                         |
| H999          | San Martino                       | UD                         | 1867 | Cambia denominazione in                            | San Martino al Tagliamento    | UD                         |
| H999          | San Martino al Tagliamento        | UD                         | 1928 | Aggregato al Com. di                               | Valvasone                     | UD                         |
| H999          | San Martino al Tagliamento        | UD                         | 1946 | Ristaccato dal Com. di                             | Valvasone                     | UD                         |
| H999          | San Martino al Tagliamento        | UD                         | 1947 | Cambia Regione                                     |                               | UD (Friuli-Venezia Giulia) |
| I013          | San Martino Quisca                | GO (Friuli-Venezia Giulia) | 1923 | Cambia Provincia e Regione a                       |                               | UD                         |
| I013          | San Martino Quisca                | UD                         | 1927 | Cambia Provincia e Regione a                       |                               | GO (Friuli-Venezia Giulia) |
| I022          | San Massimo                       | VR                         | 1867 | Cambia denominazione in                            | San Massimo all'Adige         | VR                         |
| I022          | San Massimo all'Adige             | VR                         | 1927 | Aggregato al Com. di                               | Verona                        | VR                         |
| I040          | San Michele                       | VE                         | 1867 | Cambia denominazione in                            | San Michele al Tagliamento    | VE                         |
| I041          | San Michele                       | VR                         | 1867 | Cambia denominazione in                            | San Michele Extra             | VR                         |
| I041          | San Michele Extra                 | VR                         | 1927 | Aggregato al Com. di                               | Verona                        | VR                         |
| I043          | San Michele delle Badesse         | PD                         | 1869 | Aggregato al Com. di                               | Borgoricco                    | PD                         |
| I063          | San Nicolò                        | BL                         | 1868 | Cambia denominazione in                            | San Nicolò di Comelico        | BL                         |
| I088          | San Pietro                        | BL                         | 1868 | Cambia denominazione in                            | San Pietro Cadore             | BL                         |
| I088          | San Pietro Cadore                 | BL                         | 1957 | Cambia denominazione in                            | San Pietro di Cadore          | BL                         |
| I091          | San Pietro                        | GO (Friuli-Venezia Giulia) | 1923 | Cambia Provincia e Regione a                       |                               | UD                         |
| I091          | San Pietro                        | UD                         | 1923 | Cambia denominazione in                            | San Pietro di Gorizia         | UD                         |
| I091          | San Pietro di Gorizia             | UD                         | 1927 | Cambia Provincia e Regione a                       |                               | GO (Friuli-Venezia Giulia) |
| I092          | San Pietro degli Schiavi          | UD                         | 1869 | Cambia denominazione in                            | San Pietro al Natisone        | UD                         |
| I092          | San Pietro al Natisone            | UD                         | 1947 | Cambia Regione                                     |                               | UD (Friuli-Venezia Giulia) |
| I101          | San Pietro di Barbozza            | TV                         | 1929 | Aggregato al Com. di                               | Valdobbiadene                 | TV                         |
| I107          | San Pietro Engù                   | PD                         | 1884 | Cambia denominazione in                            | San Pietro in Gu              | PD                         |
| I124          | San Polo                          | TV                         | 1867 | Cambia denominazione in                            | San Polo di Piave             | TV                         |
| I136          | San Quirino                       | UD                         | 1947 | Cambia Regione                                     |                               | UD (Friuli-Venezia Giulia) |
| I180          | Santa Croce di Aidussina          | GO (Friuli-Venezia Giulia) | 1923 | Cambia Provincia e Regione a                       |                               | UD                         |
| I180          | Santa Croce di Aidussina          | UD                         | 1927 | Cambia Provincia e Regione a                       |                               | GO (Friuli-Venezia Giulia) |
| I221          | Santa Lucia                       | TV                         | 1867 | Cambia denominazione in                            | Santa Lucia di Piave          | TV                         |
| I222          | Santa Lucia d'Isonzo              | GO (Friuli-Venezia Giulia) | 1923 | Cambia Provincia e Regione a                       |                               | UD                         |
| I222          | Santa Lucia d'Isonzo              | UD                         | 1927 | Cambia Provincia e Regione a                       |                               | GO (Friuli-Venezia Giulia) |
| I226          | Santa Margherita                  | PD                         | 1867 | Cambia denominazione in                            | Santa Margherita d'Adige      | PD                         |
| I246          | Santa Maria in Stelle             | VR                         | 1927 | Aggregato al Com. di                               | Verona                        | VR                         |
| I248          | Santa Maria la Longa              | UD                         | 1947 | Cambia Regione                                     |                               | UD (Friuli-Venezia Giulia) |
| I259          | Sant'Ambrogio                     | VR                         | 1867 | Cambia denominazione in                            | Sant'Ambrogio di Valpolicella | VR                         |
| I269          | Sant'Andrea                       | GO (Friuli-Venezia Giulia) | 1923 | Cambia Provincia e Regione a                       |                               | UD                         |
| I269          | Sant'Andrea                       | UD                         | 1923 | Cambia denominazione in                            | Sant'Andrea di Gorizia        | UD                         |
| I269          | Sant'Andrea di Gorizia            | UD                         | 1927 | Cambia Provincia e Regione a                       |                               | GO (Friuli-Venezia Giulia) |
| I275          | Sant'Angelo                       | PD                         | 1867 | Cambia denominazione in                            | Sant'Angelo di Piove di Sacco | PD                         |
| I292          | Sant'Anna d'Alfaedo               | VR                         | 1928 | Staccato (in parte) dal Com. di                    | Breonio                       | VR                         |
| I292          | Sant'Anna d'Alfaedo               | VR                         | 1928 | Staccato (in parte) dal Com. di                    | Prun                          | VR                         |
| I303          | Sant'Apollinare                   | RO                         | 1867 | Cambia denominazione in                            | Sant'Apollinare con Selva     | RO                         |
| I303          | Sant'Apollinare con Selva         | RO                         | 1927 | Aggregato al Com. di                               | Rovigo                        | RO                         |
| I345          | San Tiziano di Goima              | BL                         | 1890 | Cambia denominazione in                            | Zoldo Alto                    | BL                         |
| I347          | San Tomaso                        | BL                         | 1964 | Cambia denominazione in                            | San Tomaso Agordino           | BL                         |
| I355          | Santo Spirito della Bainsizza     | GO (Friuli-Venezia Giulia) | 1923 | Cambia Provincia e Regione a                       |                               | UD                         |
| I355          | Santo Spirito della Bainsizza     | UD                         | 1927 | Cambia Provincia e Regione a                       |                               | GO (Friuli-Venezia Giulia) |
| I392          | San Vito                          | BL                         | 1867 | Cambia denominazione in                            | San Vito di Cadore            | BL                         |
| I401          | San Vito                          | VI                         | 1867 | Cambia denominazione in                            | San Vito di Leguzzano         | VI                         |
| I403          | San Vito al Tagliamento           | UD                         | 1947 | Cambia Regione                                     |                               | UD (Friuli-Venezia Giulia) |
| I404          | San Vito al Torre                 | GO (Friuli-Venezia Giulia) | 1923 | Cambia Provincia e Regione a                       |                               | UD                         |
| I404          | San Vito al Torre                 | UD                         | 1947 | Cambia Regione                                     |                               | UD (Friuli-Venezia Giulia) |
| I405          | San Vito di Fagagna               | UD                         | 1928 | Aggregato al Com. di                               | Fagagna                       | UD                         |
| I405          | San Vito di Fagagna               | UD                         | 1946 | Ristaccato dal Com. di                             | Fagagna                       | UD                         |
| I405          | San Vito di Fagagna               | UD                         | 1947 | Cambia Regione                                     |                               | UD (Friuli-Venezia Giulia) |
| I406          | San Vito di Vipacco               | GO (Friuli-Venezia Giulia) | 1923 | Cambia Provincia e Regione a                       |                               | UD                         |
| I406          | San Vito di Vipacco               | UD                         | 1927 | Cambia Provincia e Regione a                       |                               | GO (Friuli-Venezia Giulia) |
| I414          | Montagna di Montebaldo            | VR                         | 1867 | Cambia denominazione in                            | San Zeno di Montagna          | VR                         |
| I417          | San Zenone                        | TV                         | 1867 | Cambia denominazione in                            | San Zenone degli Ezzelini     | TV                         |
| I421          | Sappada                           | BL                         | 2017 | Cambia Provincia e Regione a                       |                               | UD (Friuli-Venezia Giulia) |
| I464          | Sauris                            | UD                         | 1947 | Cambia Regione                                     |                               | UD (Friuli-Venezia Giulia) |
| I478          | Savogna                           | UD                         | 1947 | Cambia Regione                                     |                               | UD (Friuli-Venezia Giulia) |
| I479          | Savogna                           | GO (Friuli-Venezia Giulia) | 1923 | Cambia Provincia e Regione a                       |                               | UD                         |
| I479          | Savogna                           | UD                         | 1923 | Cambia denominazione in                            | Savogna d'Isonzo              | UD                         |
| I479          | Savogna d'Isonzo                  | UD                         | 1927 | Cambia Provincia e Regione a                       |                               | GO (Friuli-Venezia Giulia) |
| I524          | Scherbina                         | GO (Friuli-Venezia Giulia) | 1923 | Cambia Provincia e Regione a                       |                               | UD                         |
| I524          | Scherbina                         | UD                         | 1927 | Cambia Provincia e Regione a                       |                               | GO (Friuli-Venezia Giulia) |
| I542          | Scodovacca                        | GO (Friuli-Venezia Giulia) | 1923 | Cambia Provincia e Regione a                       |                               | UD                         |
| I542          | Scodovacca                        | UD                         | 1928 | Aggregato al Com. di                               | Cervignano del Friuli         | UD                         |
| I542          | Scodovacca                        | UD                         | 1947 | Cambia Regione Post Mortem                         |                               | UD (Friuli-Venezia Giulia) |
| I552          | Scrilla                           | GO (Friuli-Venezia Giulia) | 1923 | Cambia Provincia e Regione a                       |                               | UD                         |
| I552          | Scrilla                           | UD                         | 1927 | Cambia Provincia e Regione a                       |                               | GO (Friuli-Venezia Giulia) |
| I557          | Sebreglie                         | GO (Friuli-Venezia Giulia) | 1923 | Cambia Provincia e Regione a                       |                               | UD                         |
| I557          | Sebreglie                         | UD                         | 1927 | Cambia Provincia e Regione a                       |                               | GO (Friuli-Venezia Giulia) |
| I562          | Sedegliano                        | UD                         | 1947 | Cambia Regione                                     |                               | UD (Friuli-Venezia Giulia) |
| I568          | Sedula                            | GO (Friuli-Venezia Giulia) | 1923 | Cambia Provincia e Regione a                       |                               | UD                         |
| I568          | Sedula                            | UD                         | 1927 | Cambia Provincia e Regione a                       |                               | GO (Friuli-Venezia Giulia) |
| I584          | Sella delle Trincee               | GO (Friuli-Venezia Giulia) | 1923 | Cambia Provincia e Regione a                       |                               | UD                         |
| I584          | Sella delle Trincee               | UD                         | 1927 | Cambia Provincia e Regione a                       |                               | GO (Friuli-Venezia Giulia) |
| I592          | Selva Bellunese                   | BL                         | 1903 | Cambia denominazione in                            | Selva di Cadore               | BL                         |
| I621          | Sequals                           | UD                         | 1947 | Cambia Regione                                     |                               | UD (Friuli-Venezia Giulia) |
| I626          | Seren                             | BL                         | 1955 | Cambia denominazione in                            | Seren del Grappa              | BL                         |
| I635          | Sernaglia                         | TV                         | 1924 | Cambia denominazione in                            | Sernaglia della Battaglia     | TV                         |
| I638          | Serpenizza                        | GO (Friuli-Venezia Giulia) | 1923 | Cambia Provincia e Regione a                       |                               | UD                         |
| I638          | Serpenizza                        | UD                         | 1927 | Cambia Provincia e Regione a                       |                               | GO (Friuli-Venezia Giulia) |
| I664          | Serravalle                        | TV                         | 1866 | Aggregato al Nuovo Com. di                         | Vittorio Veneto               | TV                         |
| I673          | Servo                             | BL                         | 1881 | Cambia denominazione in                            | Sovramonte                    | BL                         |
| I686          | Sesto                             | UD                         | 1867 | Cambia denominazione in                            | Sesto al Reghena              | UD                         |
| I686          | Sesto al Reghena                  | UD                         | 1947 | Cambia Regione                                     |                               | UD (Friuli-Venezia Giulia) |
| I768          | Slappe Zorzi                      | GO (Friuli-Venezia Giulia) | 1923 | Cambia Provincia e Regione a                       |                               | UD                         |
| I768          | Slappe Zorzi                      | UD                         | 1927 | Cambia Provincia e Regione a                       |                               | GO (Friuli-Venezia Giulia) |
| I777          | Socchieve                         | UD                         | 1947 | Cambia Regione                                     |                               | UD (Friuli-Venezia Giulia) |
| I833          | Sonzia                            | GO (Friuli-Venezia Giulia) | 1923 | Cambia Provincia e Regione a                       |                               | UD                         |
| I833          | Sonzia                            | UD                         | 1927 | Cambia Provincia e Regione a                       |                               | GO (Friuli-Venezia Giulia) |
| I890          | Spercenigo                        | TV                         | 1877 | Aggregato (in parte) al Com. di                    | Roncade                       | TV                         |
| I890          | Spercenigo                        | TV                         | 1877 | Aggregato (in parte) al Com. di                    | San Biagio di Callalta        | TV                         |
| I904          | Spilimbergo                       | UD                         | 1947 | Cambia Regione                                     |                               | UD (Friuli-Venezia Giulia) |
| I974          | Stregna                           | UD                         | 1947 | Cambia Regione                                     |                               | UD (Friuli-Venezia Giulia) |
| I989          | Sturia delle Fusine               | GO (Friuli-Venezia Giulia) | 1923 | Cambia Provincia e Regione a                       |                               | UD                         |
| I989          | Sturia delle Fusine               | UD                         | 1927 | Cambia Provincia e Regione a                       |                               | GO (Friuli-Venezia Giulia) |
| L018          | Sutrio                            | UD                         | 1947 | Cambia Regione                                     |                               | UD (Friuli-Venezia Giulia) |
| L030          | Taibon                            | BL                         | 1964 | Cambia denominazione in                            | Taibon Agordino               | BL                         |
| L039          | Talmassons                        | UD                         | 1947 | Cambia Regione                                     |                               | UD (Friuli-Venezia Giulia) |
| L044          | Tapogliano                        | GO (Friuli-Venezia Giulia) | 1923 | Cambia Provincia e Regione a                       |                               | UD                         |
| L044          | Tapogliano                        | UD                         | 1928 | Aggregato al Com. di                               | Campolongo al Torre           | UD                         |
| L044          | Tapogliano                        | UD                         | 1946 | Ristaccato dal Com. di                             | Campolongo al Torre           | UD                         |
| L044          | Tapogliano                        | UD                         | 1947 | Cambia Regione                                     |                               | UD (Friuli-Venezia Giulia) |
| L050          | Tarcento                          | UD                         | 1947 | Cambia Regione                                     |                               | UD (Friuli-Venezia Giulia) |
| L052          | Tarcetta                          | UD                         | 1928 | Aggregato al Nuovo Com. di                         | Pulfero                       | UD                         |
| L052          | Tarcetta                          | UD                         | 1947 | Cambia Regione Post Mortem                         |                               | UD (Friuli-Venezia Giulia) |
| L053          | Tarnova della Selva               | GO (Friuli-Venezia Giulia) | 1923 | Cambia Provincia e Regione a                       |                               | UD                         |
| L053          | Tarnova della Selva               | UD                         | 1927 | Cambia Provincia e Regione a                       |                               | GO (Friuli-Venezia Giulia) |
| L057          | Tarvisio                          | GO (Friuli-Venezia Giulia) | 1923 | Cambia Provincia e Regione a                       |                               | UD                         |
| L057          | Tarvisio                          | UD                         | 1947 | Cambia Regione                                     |                               | UD (Friuli-Venezia Giulia) |
| L065          | Tavagnacco                        | UD                         | 1947 | Cambia Regione                                     |                               | UD (Friuli-Venezia Giulia) |
| L085          | Teglio                            | VE                         | 1868 | Cambia denominazione in                            | Teglio Veneto                 | VE                         |
| L092          | Temenizza                         | GO (Friuli-Venezia Giulia) | 1923 | Cambia Provincia e Regione a                       |                               | UD                         |
| L092          | Temenizza                         | UD                         | 1927 | Cambia Provincia e Regione a                       |                               | GO (Friuli-Venezia Giulia) |
| L101          | Teor                              | UD                         | 1947 | Cambia Regione                                     |                               | UD (Friuli-Venezia Giulia) |
| L119          | Ternova d'Isonzo                  | GO (Friuli-Venezia Giulia) | 1923 | Cambia Provincia e Regione a                       |                               | UD                         |
| L119          | Ternova d'Isonzo                  | UD                         | 1927 | Cambia Provincia e Regione a                       |                               | GO (Friuli-Venezia Giulia) |
| L132          | Terrassa                          | PD                         | 1867 | Cambia denominazione in                            | Terrassa Padovana             | PD                         |
| L144          | Terzo di Aquileia                 | UD                         | 1923 | Aggregato al Com. di                               | Aquileia                      | UD                         |
| L144          | Terzo di Aquileia                 | GO (Friuli-Venezia Giulia) | 1923 | Cambia Provincia e Regione a                       |                               | UD                         |
| L144          | Terzo di Aquileia                 | UD                         | 1947 | Cambia Regione                                     |                               | UD (Friuli-Venezia Giulia) |
| L156          | Tezze                             | VI                         | 1939 | Cambia denominazione in                            | Tezze sul Brenta              | VI                         |
| L195          | Tolmezzo                          | UD                         | 1947 | Cambia Regione                                     |                               | UD (Friuli-Venezia Giulia) |
| L196          | Tolmino                           | GO (Friuli-Venezia Giulia) | 1923 | Cambia Provincia e Regione a                       |                               | UD                         |
| L196          | Tolmino                           | UD                         | 1927 | Cambia Provincia e Regione a                       |                               | GO (Friuli-Venezia Giulia) |
| L246          | Torreano                          | UD                         | 1947 | Cambia Regione                                     |                               | UD (Friuli-Venezia Giulia) |
| L287          | Torri                             | VR                         | 1867 | Cambia denominazione in                            | Torri del Benaco              | VR                         |
| L309          | Torviscosa                        | UD                         | 1940 | Staccato (in parte) dal Com. di                    | Bagnaria Arsa                 | UD                         |
| L309          | Torviscosa                        | UD                         | 1940 | Staccato (in parte) dal Com. di                    | Gonars                        | UD                         |
| L309          | Torviscosa                        | UD                         | 1940 | Staccato (in parte) dal Com. di                    | San Giorgio di Nogaro         | UD                         |
| L309          | Torviscosa                        | UD                         | 1947 | Cambia Regione                                     |                               | UD (Friuli-Venezia Giulia) |
| L324          | Tramonti di Sopra                 | UD                         | 1947 | Cambia Regione                                     |                               | UD (Friuli-Venezia Giulia) |
| L325          | Tramonti di Sotto                 | UD                         | 1947 | Cambia Regione                                     |                               | UD (Friuli-Venezia Giulia) |
| L335          | Trasaghis                         | UD                         | 1947 | Cambia Regione                                     |                               | UD (Friuli-Venezia Giulia) |
| L347          | Travesio                          | UD                         | 1947 | Cambia Regione                                     |                               | UD (Friuli-Venezia Giulia) |
| L376          | Trenta d'Isonzo                   | GO (Friuli-Venezia Giulia) | 1923 | Cambia Provincia e Regione a                       |                               | UD                         |
| L376          | Trenta d'Isonzo                   | UD                         | 1927 | Cambia Provincia e Regione a                       |                               | GO (Friuli-Venezia Giulia) |
| L381          | Treppo                            | UD                         | 1869 | Cambia denominazione in                            | Treppo Carnico                | UD                         |
| L381          | Treppo Carnico                    | UD                         | 1947 | Cambia Regione                                     |                               | UD (Friuli-Venezia Giulia) |
| L382          | Treppo Grande                     | UD                         | 1947 | Cambia Regione                                     |                               | UD (Friuli-Venezia Giulia) |
| L387          | Treschè Conca                     | VI                         | 1869 | Aggregato al Com. di                               | Roana                         | VI                         |
| L387          | Treschè Conca                     | VI                         | 1906 | Ristaccato dal Com. di                             | Roana                         | VI                         |
| L387          | Treschè Conca                     | VI                         | 1928 | Aggregato al Com. di                               | Roana                         | VI                         |
| L394          | Tretto                            | VI                         | 1969 | Aggregato al Com. di                               | Schio                         | VI                         |
| L417          | Tribussa                          | GO (Friuli-Venezia Giulia) | 1923 | Cambia Provincia e Regione a                       |                               | UD                         |
| L417          | Tribussa                          | UD                         | 1927 | Cambia Provincia e Regione a                       |                               | GO (Friuli-Venezia Giulia) |
| L421          | Tricesimo                         | UD                         | 1947 | Cambia Regione                                     |                               | UD (Friuli-Venezia Giulia) |
| L438          | Trivignano                        | UD                         | 1867 | Cambia denominazione in                            | Trivignano Udinese            | UD                         |
| L438          | Trivignano Udinese                | UD                         | 1947 | Cambia Regione                                     |                               | UD (Friuli-Venezia Giulia) |
| L481          | Ucovizza                          | GO (Friuli-Venezia Giulia) | 1923 | Cambia Provincia e Regione a                       |                               | UD                         |
| L481          | Ucovizza                          | UD                         | 1923 | Cambia denominazione in                            | Ugovizza Valbruna             | UD                         |
| L481          | Ugovizza Valbruna                 | UD                         | 1928 | Aggregato al Nuovo Com. di                         | Malborghetto Valbruna         | UD                         |
| L481          | Ugovizza Valbruna                 | UD                         | 1947 | Cambia Regione Post Mortem                         |                               | UD (Friuli-Venezia Giulia) |
| L483          | Udine                             | UD                         | 1947 | Cambia Regione                                     |                               | UD (Friuli-Venezia Giulia) |
| L520          | Ustie                             | GO (Friuli-Venezia Giulia) | 1923 | Cambia Provincia e Regione a                       |                               | UD                         |
| L520          | Ustie                             | UD                         | 1927 | Cambia Provincia e Regione a                       |                               | GO (Friuli-Venezia Giulia) |
| L554          | Valdastico                        | VI                         | 1940 | Staccato (in parte) dal Com. di                    | Rotzo                         | VI                         |
| L567          | Valeggio                          | VR                         | 1867 | Cambia denominazione in                            | Valeggio sul Mincio           | VR                         |
| L584          | Vallada                           | BL                         | 1964 | Cambia denominazione in                            | Vallada Agordina              | BL                         |
| L590          | Valle                             | BL                         | 1867 | Cambia denominazione in                            | Valle di Cadore               | BL                         |
| L610          | Vallenoncello                     | UD                         | 1930 | Aggregato al Com. di                               | Pordenone                     | UD                         |
| L610          | Vallenoncello                     | UD                         | 1947 | Cambia Regione Post Mortem                         |                               | UD (Friuli-Venezia Giulia) |
| L624          | Valli dei Signori                 | VI                         | 1926 | Cambia denominazione in                            | Valli del Pasubio             | VI                         |
| L630          | Vallonara                         | VI                         | 1938 | Aggregato al Com. di                               | Marostica                     | VI                         |
| L646          | Valrovina                         | VI                         | 1938 | Aggregato al Com. di                               | Bassano del Grappa            | VI                         |
| L657          | Valvasone                         | UD                         | 1947 | Cambia Regione                                     |                               | UD (Friuli-Venezia Giulia) |
| L686          | Varmo                             | UD                         | 1947 | Cambia Regione                                     |                               | UD (Friuli-Venezia Giulia) |
| L722          | Velo                              | VR                         | 1867 | Cambia denominazione in                            | Velo Veronese                 | VR                         |
| L723          | Velo                              | VI                         | 1867 | Cambia denominazione in                            | Velo d'Astico                 | VI                         |
| L743          | Venzone                           | UD                         | 1947 | Cambia Regione                                     |                               | UD (Friuli-Venezia Giulia) |
| L782          | Verpogliano                       | GO (Friuli-Venezia Giulia) | 1923 | Cambia Provincia e Regione a                       |                               | UD                         |
| L782          | Verpogliano                       | UD                         | 1927 | Cambia Provincia e Regione a                       |                               | GO (Friuli-Venezia Giulia) |
| L789          | Versa                             | GO (Friuli-Venezia Giulia) | 1923 | Cambia Provincia e Regione a                       |                               | UD                         |
| L789          | Versa                             | UD                         | 1927 | Cambia Provincia e Regione a                       |                               | GO (Friuli-Venezia Giulia) |
| L794          | Vertoiba                          | GO (Friuli-Venezia Giulia) | 1923 | Cambia Provincia e Regione a                       |                               | UD                         |
| L794          | Vertoiba                          | UD                         | 1923 | Cambia denominazione in                            | Vertoiba in Campi Santi       | UD                         |
| L794          | Vertoiba in Campi Santi           | UD                         | 1927 | Cambia Provincia e Regione a                       |                               | GO (Friuli-Venezia Giulia) |
| L796          | Vertovino                         | GO (Friuli-Venezia Giulia) | 1923 | Cambia Provincia e Regione a                       |                               | UD                         |
| L796          | Vertovino                         | UD                         | 1927 | Cambia Provincia e Regione a                       |                               | GO (Friuli-Venezia Giulia) |
| L801          | Verzegnis                         | UD                         | 1947 | Cambia Regione                                     |                               | UD (Friuli-Venezia Giulia) |
| L878          | Vighizzolo                        | PD                         | 1867 | Cambia denominazione in                            | Vighizzolo d'Este             | PD                         |
| L890          | Vigo                              | BL                         | 1930 | Cambia denominazione in                            | Vigo di Cadore                | BL                         |
| L909          | Villa                             | UD                         | 1867 | Cambia denominazione in                            | Villa Santina                 | UD                         |
| L909          | Villa Santina                     | UD                         | 1947 | Cambia Regione                                     |                               | UD (Friuli-Venezia Giulia) |
| L918          | Villabona                         | RO                         | 1867 | Cambia denominazione in                            | Villa d'Adige                 | RO                         |
| L918          | Villa d'Adige                     | RO                         | 1928 | Aggregato al Com. di                               | Badia Polesine                | RO                         |
| L937          | Villa di Villa                    | PD                         | 1867 | Cambia denominazione in                            | Villa Estense                 | PD                         |
| L947          | Villafranca                       | PD                         | 1867 | Cambia denominazione in                            | Villafranca Padovana          | PD                         |
| L949          | Villafranca                       | VR                         | 1867 | Cambia denominazione in                            | Villafranca di Verona         | VR                         |
| L952          | Villaga                           | VI                         | 1939 | Aggregato al Com. di                               | Barbarano Vicentino           | VI                         |
| L952          | Villaga                           | VI                         | 1947 | Ristaccato dal Com. di                             | Barbarano Vicentino           | VI                         |
| L979          | Villanova                         | PD                         | 1867 | Cambia denominazione in                            | Villanova di Camposampiero    | PD                         |
| M034          | Villa Vicentina                   | GO (Friuli-Venezia Giulia) | 1923 | Cambia Provincia e Regione a                       |                               | UD                         |
| M034          | Villa Vicentina                   | UD                         | 1928 | Aggregato al Com. di                               | Ruda                          | UD                         |
| M034          | Villa Vicentina                   | UD                         | 1947 | Cambia Regione                                     |                               | UD (Friuli-Venezia Giulia) |
| M038          | Ville Montevecchio                | GO (Friuli-Venezia Giulia) | 1923 | Cambia Provincia e Regione a                       |                               | UD                         |
| M038          | Ville Montevecchio                | UD                         | 1927 | Cambia Provincia e Regione a                       |                               | GO (Friuli-Venezia Giulia) |
| M043          | Villesse                          | GO (Friuli-Venezia Giulia) | 1923 | Cambia Provincia e Regione a                       |                               | UD                         |
| M043          | Villesse                          | UD                         | 1927 | Cambia Provincia e Regione a                       |                               | GO (Friuli-Venezia Giulia) |
| M066          | Vipacco                           | GO (Friuli-Venezia Giulia) | 1923 | Cambia Provincia e Regione a                       |                               | UD                         |
| M066          | Vipacco                           | UD                         | 1927 | Cambia Provincia e Regione a                       |                               | GO (Friuli-Venezia Giulia) |
| M073          | Visco                             | GO (Friuli-Venezia Giulia) | 1923 | Cambia Provincia e Regione a                       |                               | UD                         |
| M073          | Visco                             | UD                         | 1947 | Cambia Regione                                     |                               | UD (Friuli-Venezia Giulia) |
| M085          | Vito d'Asio                       | UD                         | 1947 | Cambia Regione                                     |                               | UD (Friuli-Venezia Giulia) |
| M089          | Vittorio                          | TV                         | 1923 | Cambia denominazione in                            | Vittorio Veneto               | TV                         |
| M096          | Vivaro                            | UD                         | 1947 | Cambia Regione                                     |                               | UD (Friuli-Venezia Giulia) |
| M108          | Vodo                              | BL                         | 1867 | Cambia denominazione in                            | Vodo Cadore                   | BL                         |
| M112          | Voissizza di Comeno               | GO (Friuli-Venezia Giulia) | 1923 | Cambia Provincia e Regione a                       |                               | UD                         |
| M112          | Voissizza di Comeno               | UD                         | 1927 | Cambia Provincia e Regione a                       |                               | GO (Friuli-Venezia Giulia) |
| M118          | Volpago                           | TV                         | 1925 | Cambia denominazione in                            | Volpago del Montello          | TV                         |
| M124          | Voltago                           | BL                         | 1964 | Cambia denominazione in                            | Voltago Agordino              | BL                         |
| M134          | Volzana                           | GO (Friuli-Venezia Giulia) | 1923 | Cambia Provincia e Regione a                       |                               | UD                         |
| M134          | Volzana                           | UD                         | 1927 | Cambia Provincia e Regione a                       |                               | GO (Friuli-Venezia Giulia) |
| M135          | Voschia                           | GO (Friuli-Venezia Giulia) | 1923 | Cambia Provincia e Regione a                       |                               | UD                         |
| M135          | Voschia                           | UD                         | 1927 | Cambia Provincia e Regione a                       |                               | GO (Friuli-Venezia Giulia) |
| M154          | Zelarino                          | VE                         | 1926 | Aggregato al Com. di                               | Venezia                       | VE                         |
| M163          | Zenson                            | TV                         | 1867 | Cambia denominazione in                            | Zenson di Piave               | TV                         |
| M170          | Zermeghedo                        | VI                         | 1929 | Aggregato al Com. di                               | Montebello Vicentino          | VI                         |
| M170          | Zermeghedo                        | VI                         | 1947 | Ristaccato dal Com. di                             | Montebello Vicentino          | VI                         |
| M186          | Zolla                             | GO (Friuli-Venezia Giulia) | 1923 | Cambia Provincia e Regione a                       |                               | UD                         |
| M186          | Zolla                             | UD                         | 1927 | Cambia Provincia e Regione a                       |                               | GO (Friuli-Venezia Giulia) |
| M189          | Zoppè                             | BL                         | 1955 | Cambia denominazione in                            | Zoppè di Cadore               | BL                         |
| M190          | Zoppola                           | UD                         | 1947 | Cambia Regione                                     |                               | UD (Friuli-Venezia Giulia) |
| M200          | Zuglio                            | UD                         | 1932 | Aggregato al Com. di                               | Arta Terme                    | UD                         |
| M200          | Zuglio                            | UD                         | 1946 | Ristaccato dal Com. di                             | Arta Terme                    | UD                         |
| M200          | Zuglio                            | UD                         | 1947 | Cambia Regione                                     |                               | UD (Friuli-Venezia Giulia) |
| M308          | Cavallino-Treporti                | VE                         | 1999 | Staccato dal Com. di                               | Venezia                       | VE                         |
|               | Canizzano                         | TV                         | 1866 | Aggregato al Com. di                               | Treviso                       | TV                         |
| F091          | Megliadino San Fidenzio           | PD                         | 2018 | Aggregato al Nuovo Com. di                         | Borgo Veneto                  | PD                         |
| H705          | Saletto                           | PD                         | 2018 | Aggregato al Nuovo Com. di                         | Borgo Veneto                  | PD                         |
| I226          | Santa Margherita d'Adige          | PD                         | 2018 | Aggregato al Nuovo Com. di                         | Borgo Veneto                  | PD                         |